# MAN Truck & Bus
MAN Truck & Bus SE (anciennement MAN Nutzfahrzeuge AG) est l'un des plus gros constructeurs internationaux de véhicules commerciaux. Il appartient à Traton (en), filiale de Volkswagen AG, depuis la finalisation du rachat et la disparition de MAN SE. L'acronyme MAN provient de l'appellation originale Maschinenfabrik Augsburg-Nürnberg AG de 1898.
Le siège social se situe à Munich, en Bavière (Allemagne). L'entreprise produit des camions allant de 7,49 t à 44 t mais également des véhicules plus lourds, des châssis d'autobus, des autocars, des autobus, etc.
Les camions et autobus de la marque MAN et de la marque Neoplan (autocars de luxe) appartiennent au groupe MAN Truck & Bus,,.
La filiale française se nomme MAN Truck & Bus France et se situe à Évry.

## Historique
En 2009 MAN achète le producteur des véhicules Star (Pologne).
Le 1er janvier 2011, la société a pris le nom de Truck & Bus et a abandonné celui de Nutzfahrzeuge (ou véhicule utilitaire, littéralement) afin d'améliorer l'image des produits sur le marché international.

## Sites de production

### Camions
Camions lourds
- Allemagne
  - Munich
  - Salzgitter
- Brésil
  - Resende - (RJ) assemblage en CKD (2012-2021)
- Pologne
  - Cracovie

Camions moyens et légers
- Autriche
  - Steyr

Camions spéciaux
- Autriche
  - Vienne

### Autobus et autocars
Autocars standard
- Ankara (Turquie)
- Plauen (Allemagne)

Autocars de luxe
- Plauen (Allemagne)

Bus interurbains
- Ankara (Turquie)

Autobus
- Starachowice (Pologne)
- Poznań (Pologne)
- Ankara (Turquie)

Autobus à deux niveaux
- Plauen (Allemagne)

Châssis d'autobus
- Salzgitter (Allemagne)

### Moteurs
- Nuremberg (Allemagne)

## Véhicules

### Camions et véhicules militaires
En Europe, Afrique et Asie (MAN Truck & Bus):
- MAN TGX en 2007 et MAN TGX nouvelle génération en 2020 (PTAC >16 tonnes): tracteur pour le transport lourd long-courrier[9]
- MAN TGS (PTAC >16 tonnes), en 2006 : transport lourd dans les secteurs du BTP et de la distribution

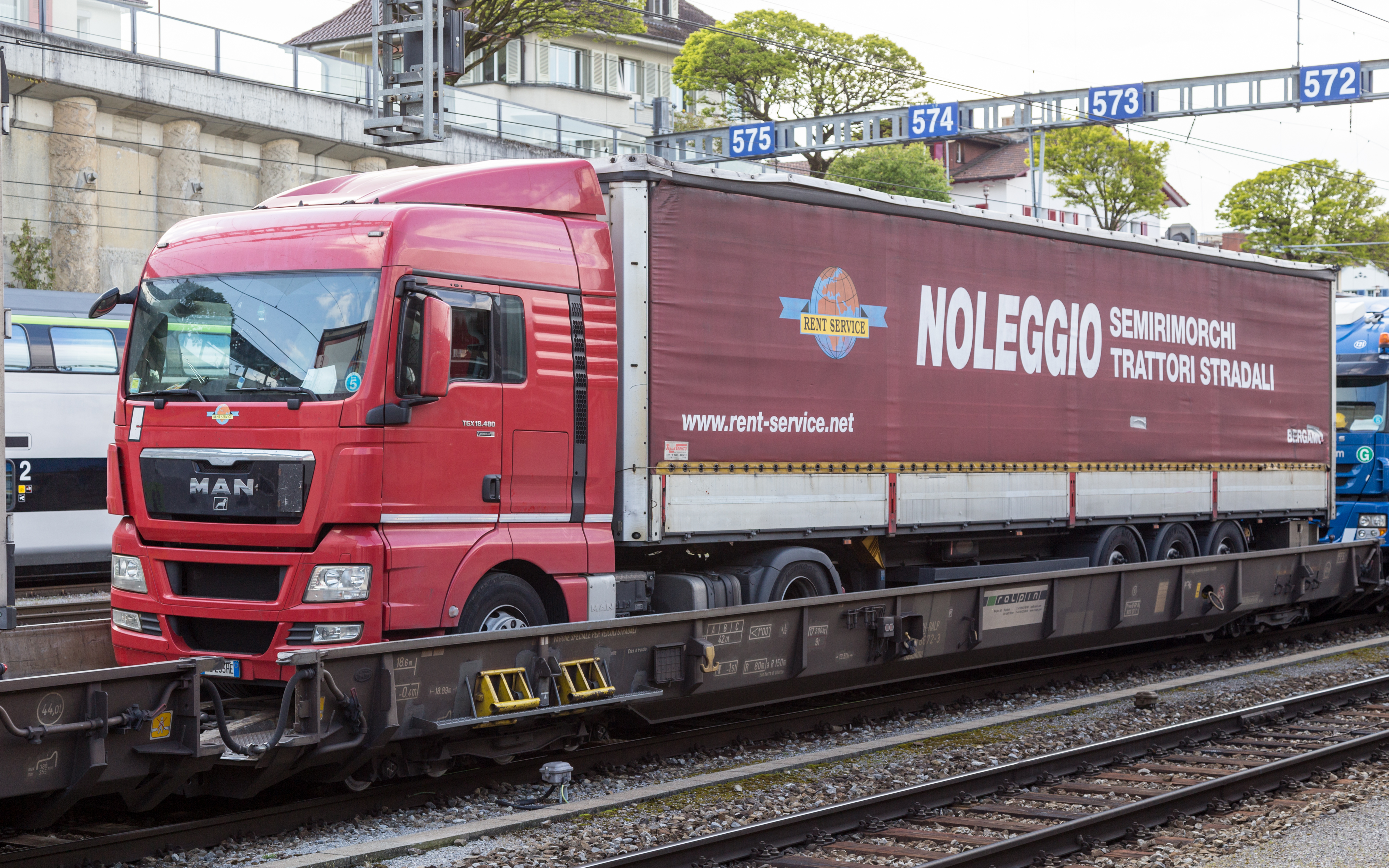
MAN TGX 18.480 modèle 2007
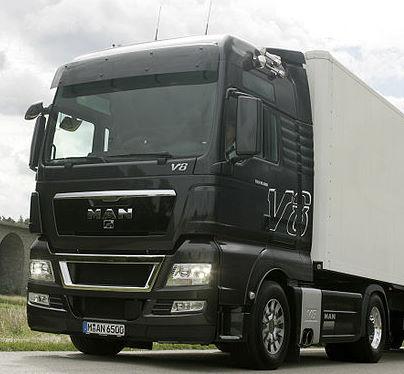
MAN TGX 18.680, V 8
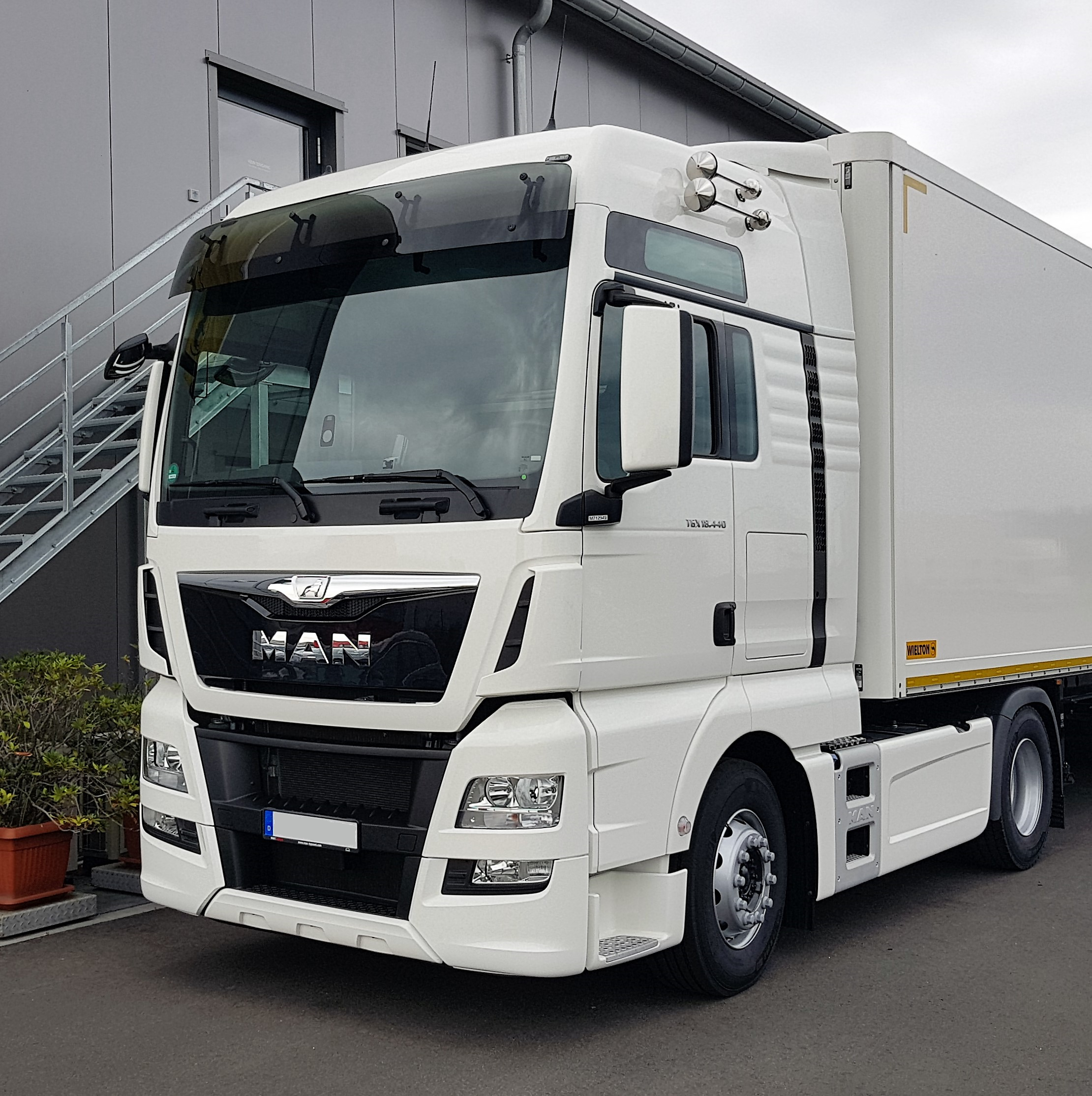
MAN TGX modèle 2017
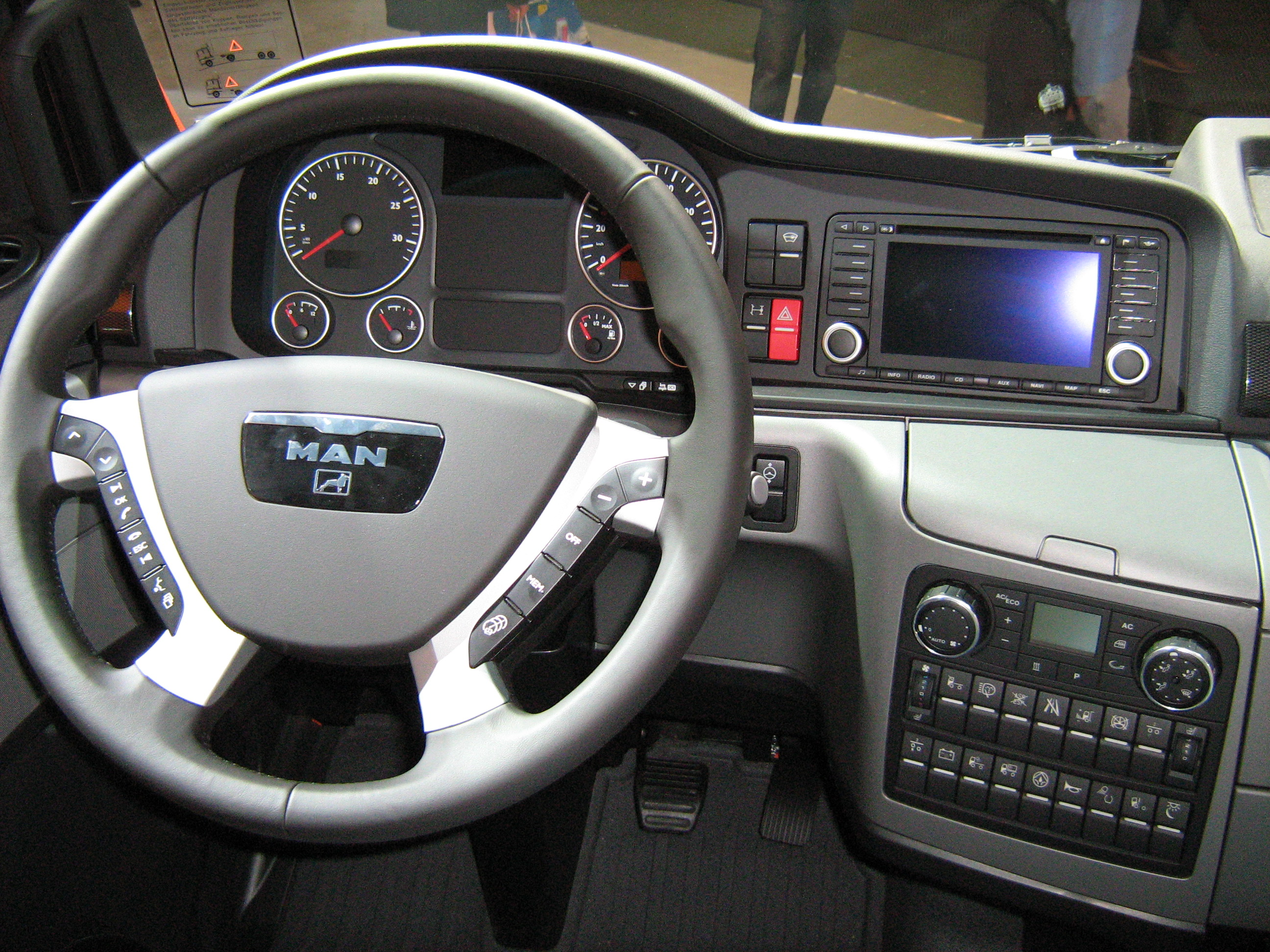
MAN TGX
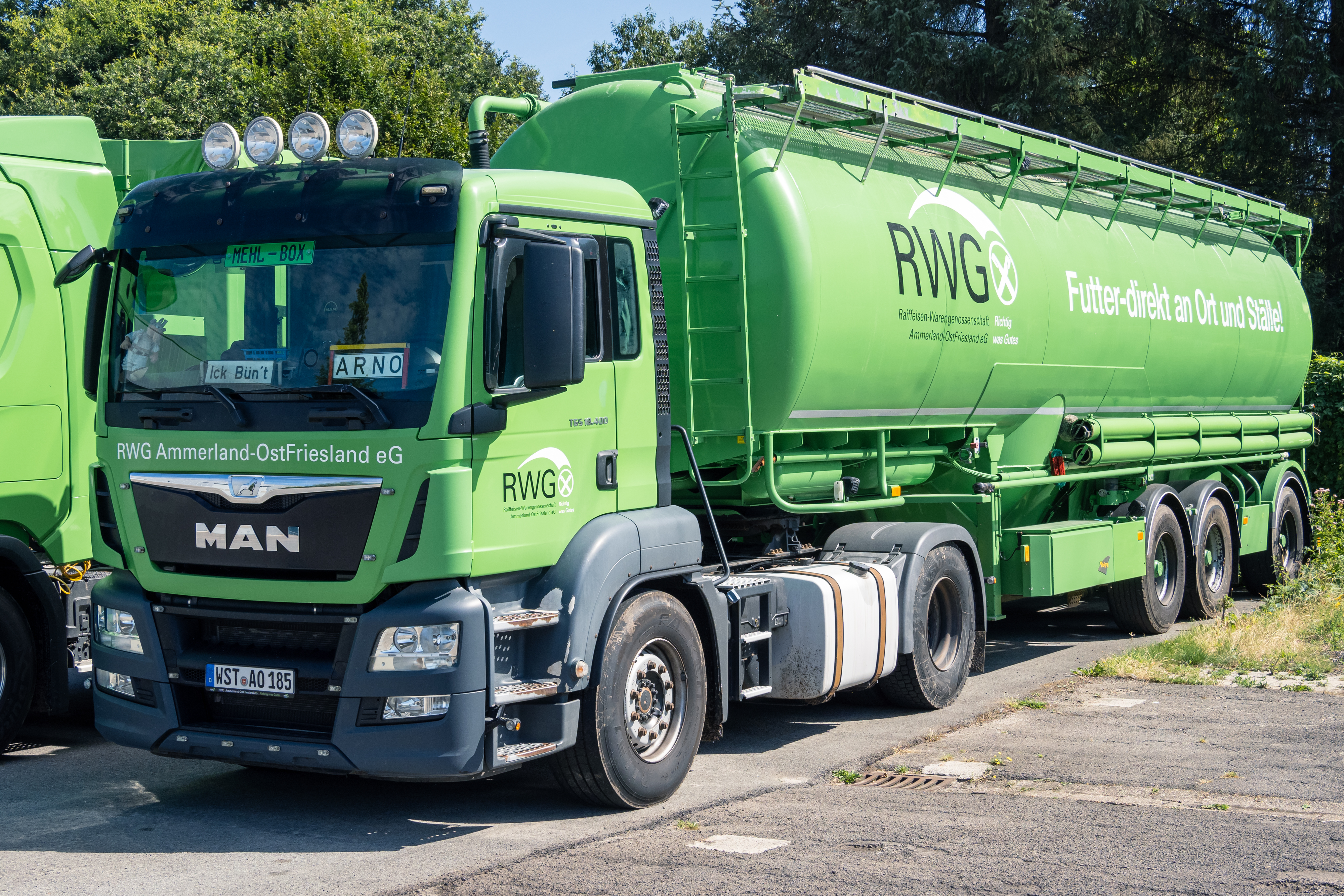
MAN TGS 18.400
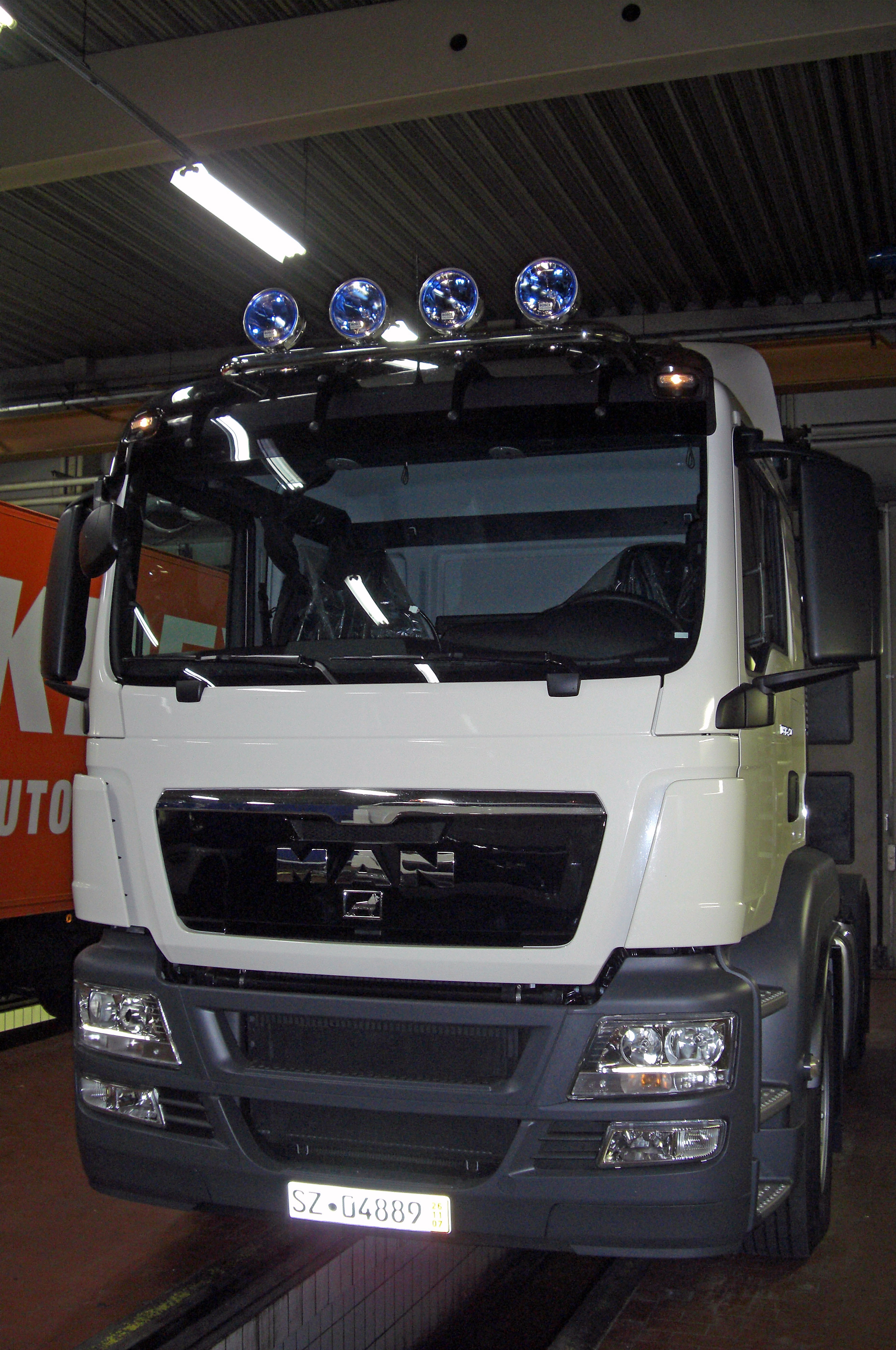
MAN TGS 18.440
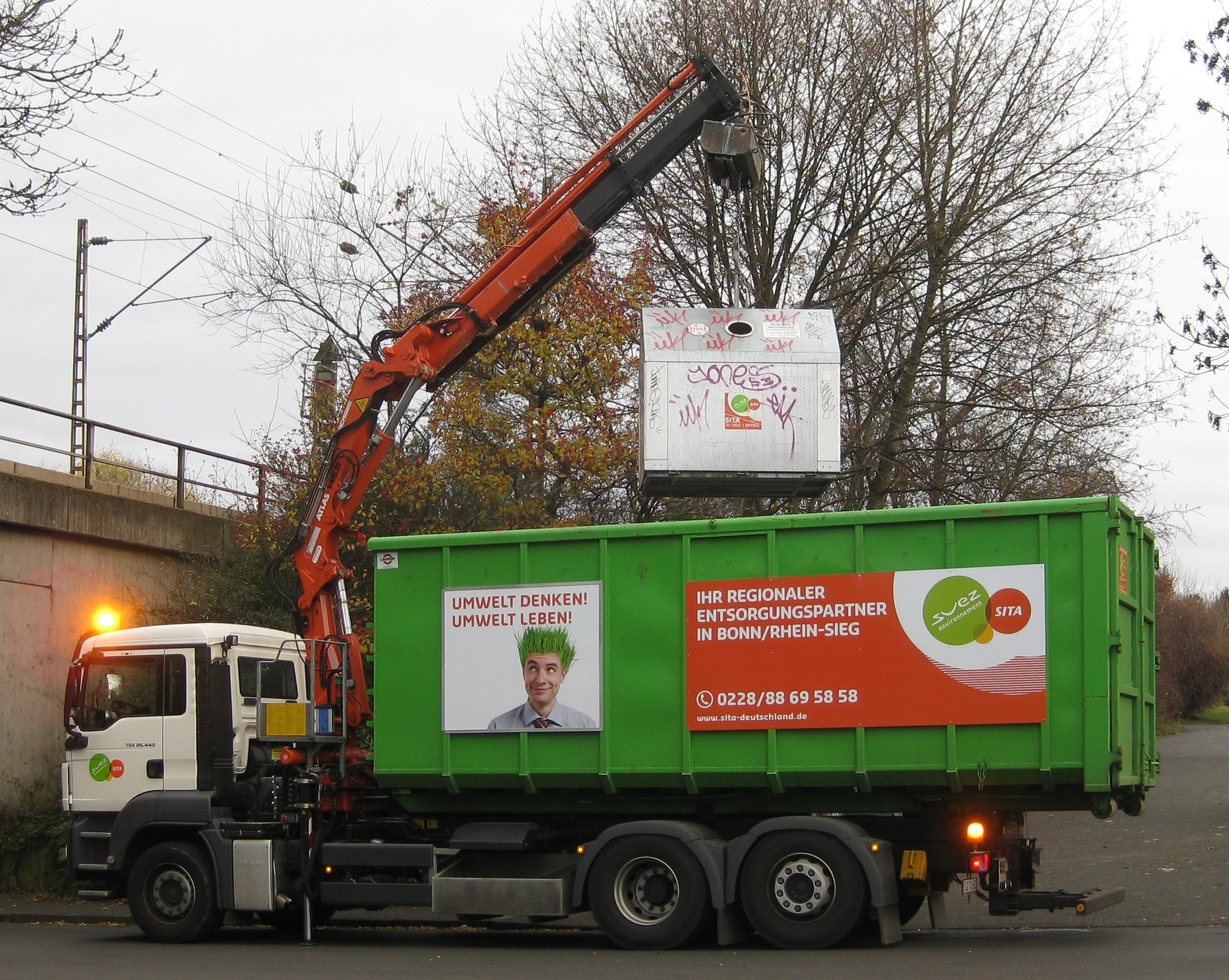
MAN TGS 26.440
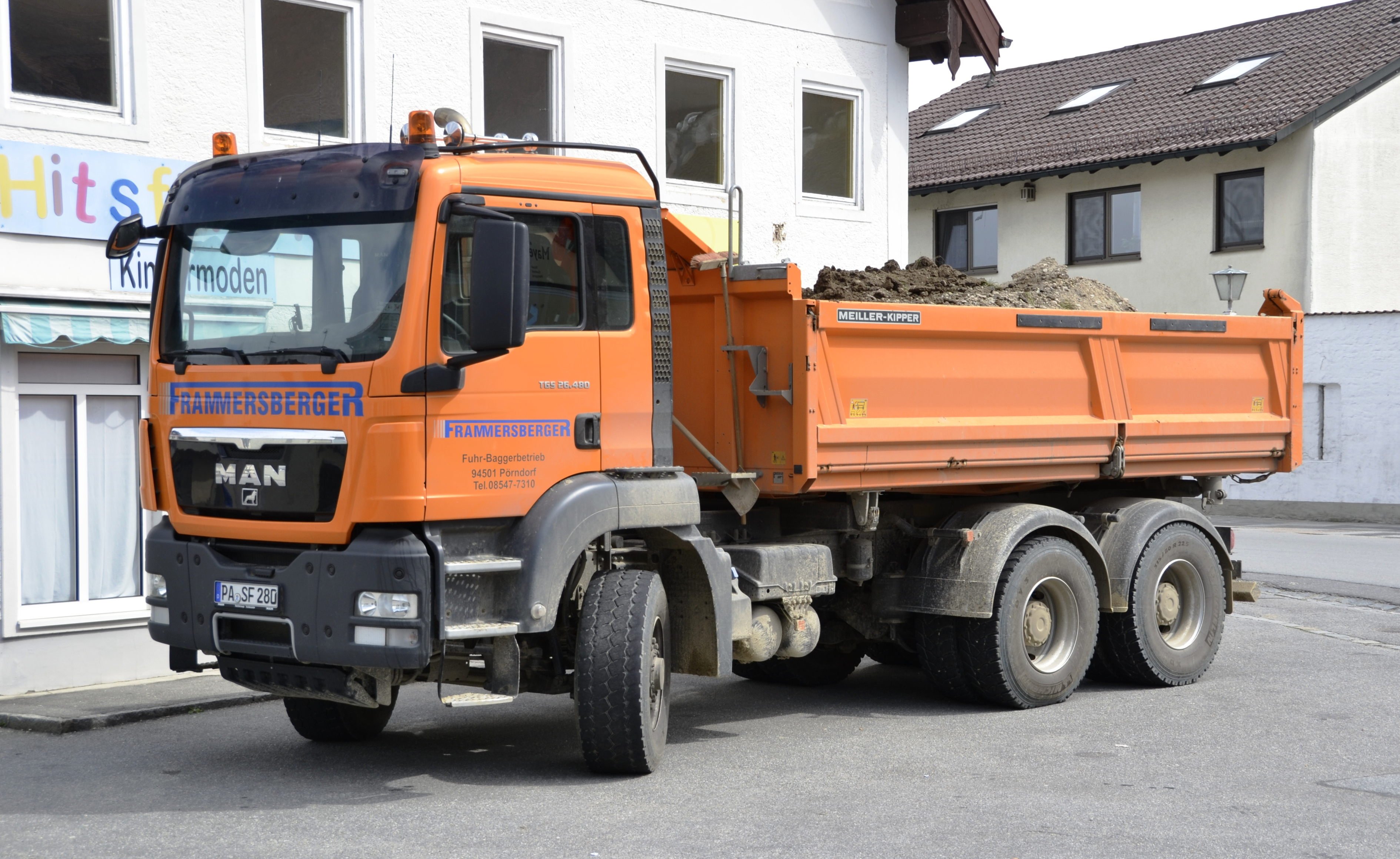
MAN TGS 26.480
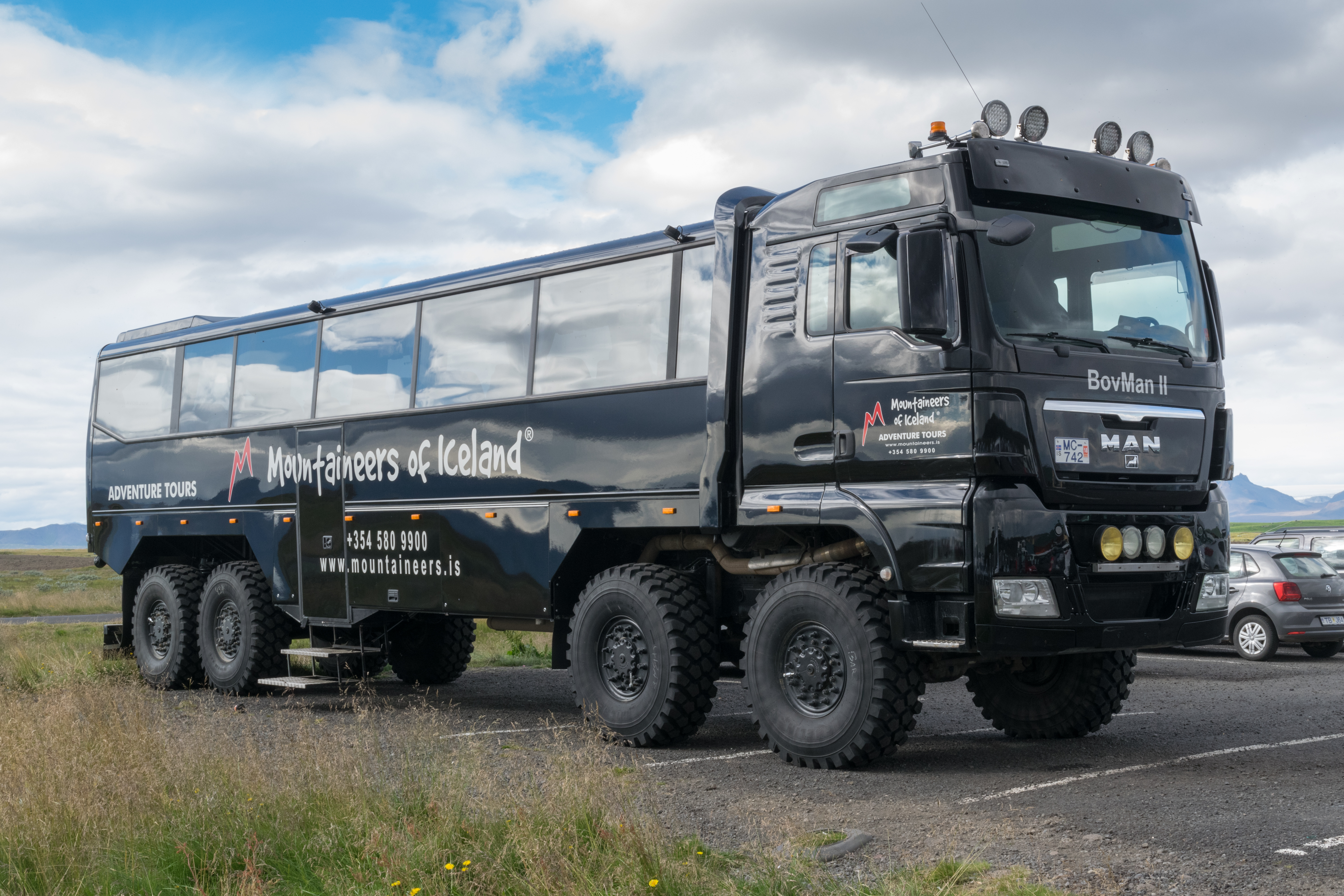
Expeditionsbus en Islande

- MAN TGM (PTAC 13 à 26 tonnes), en 2005 : véhicule de moyen tonnage

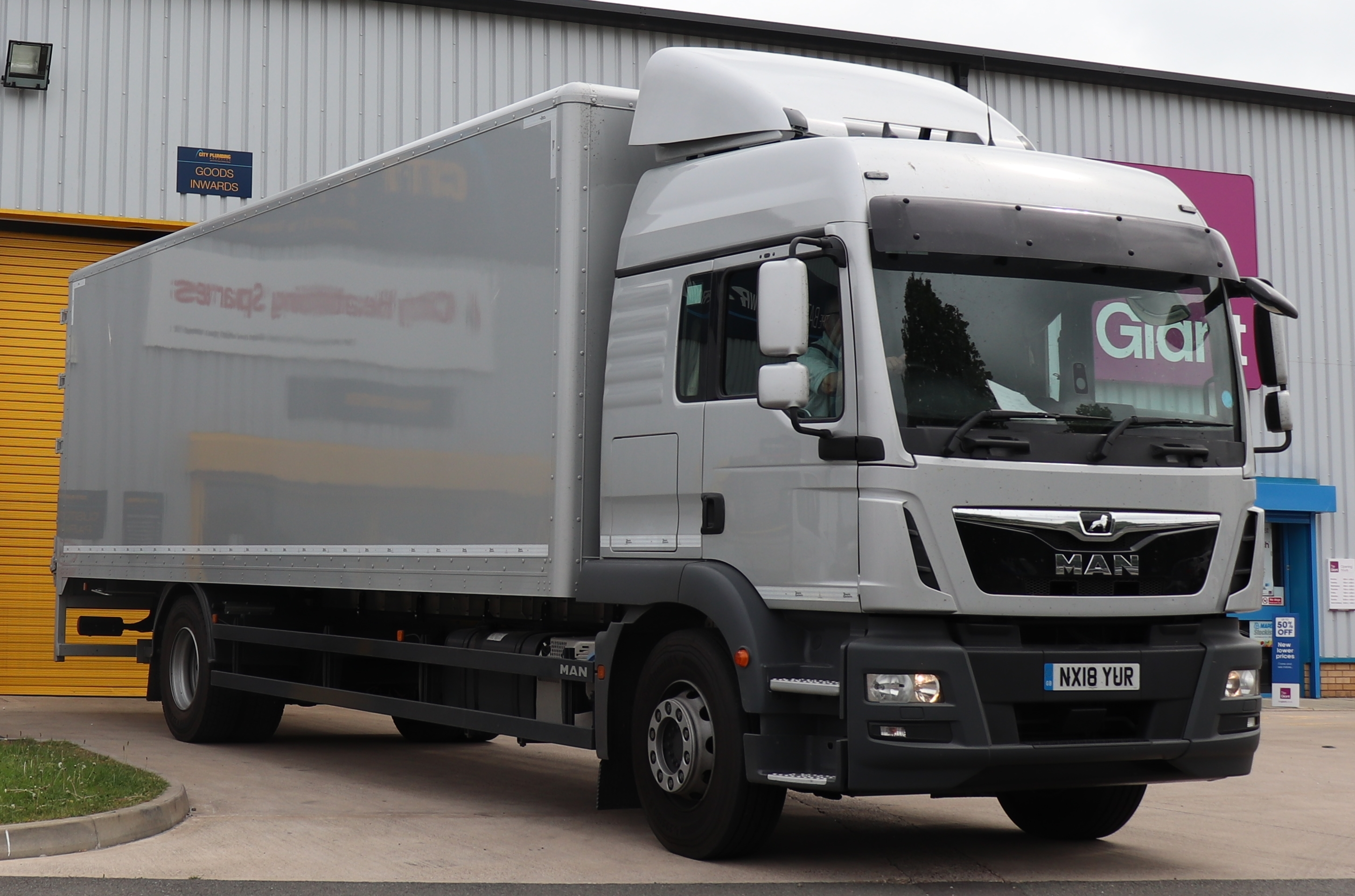
MAN TGM
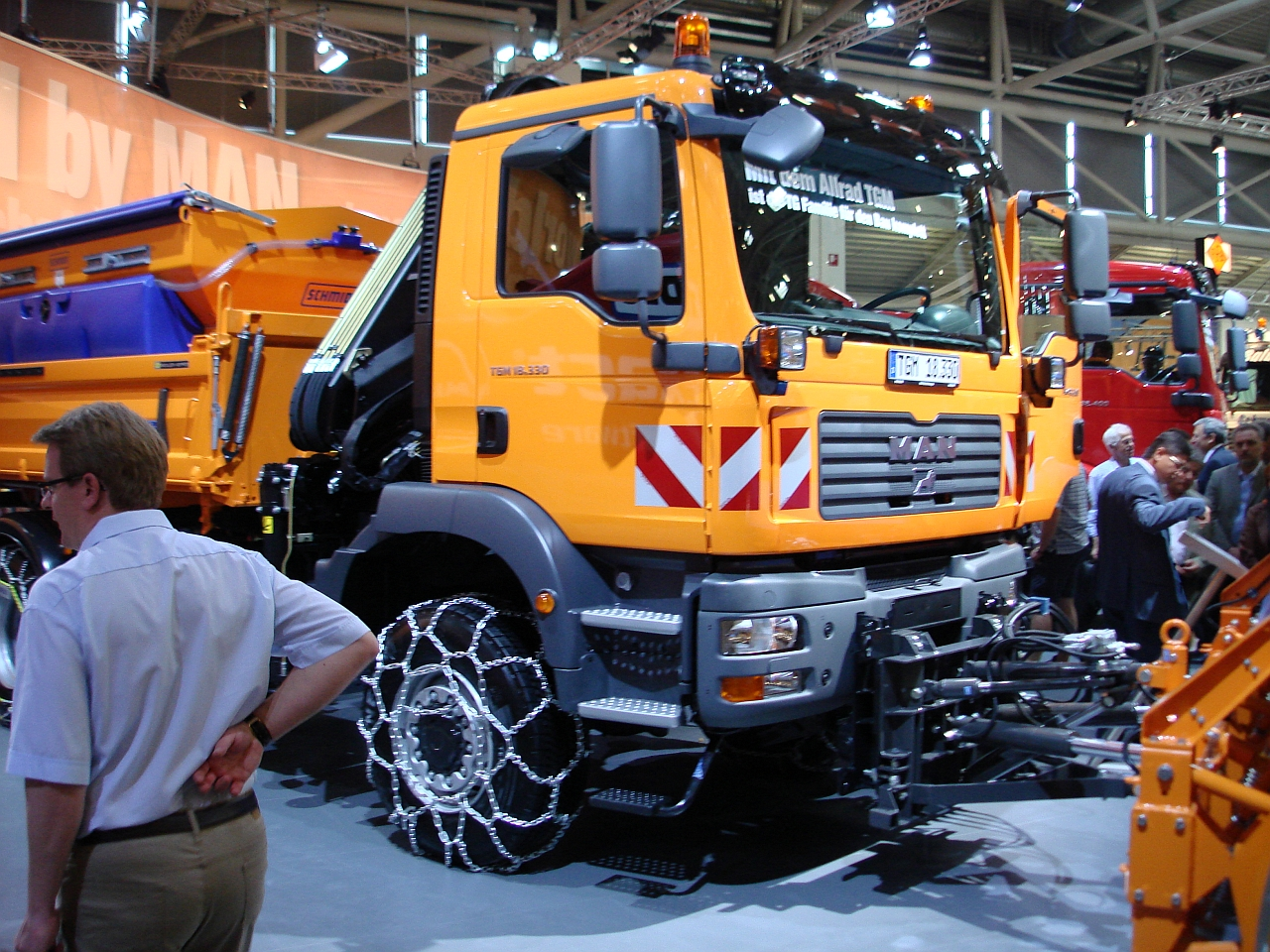
MAN TGM chasse-neige
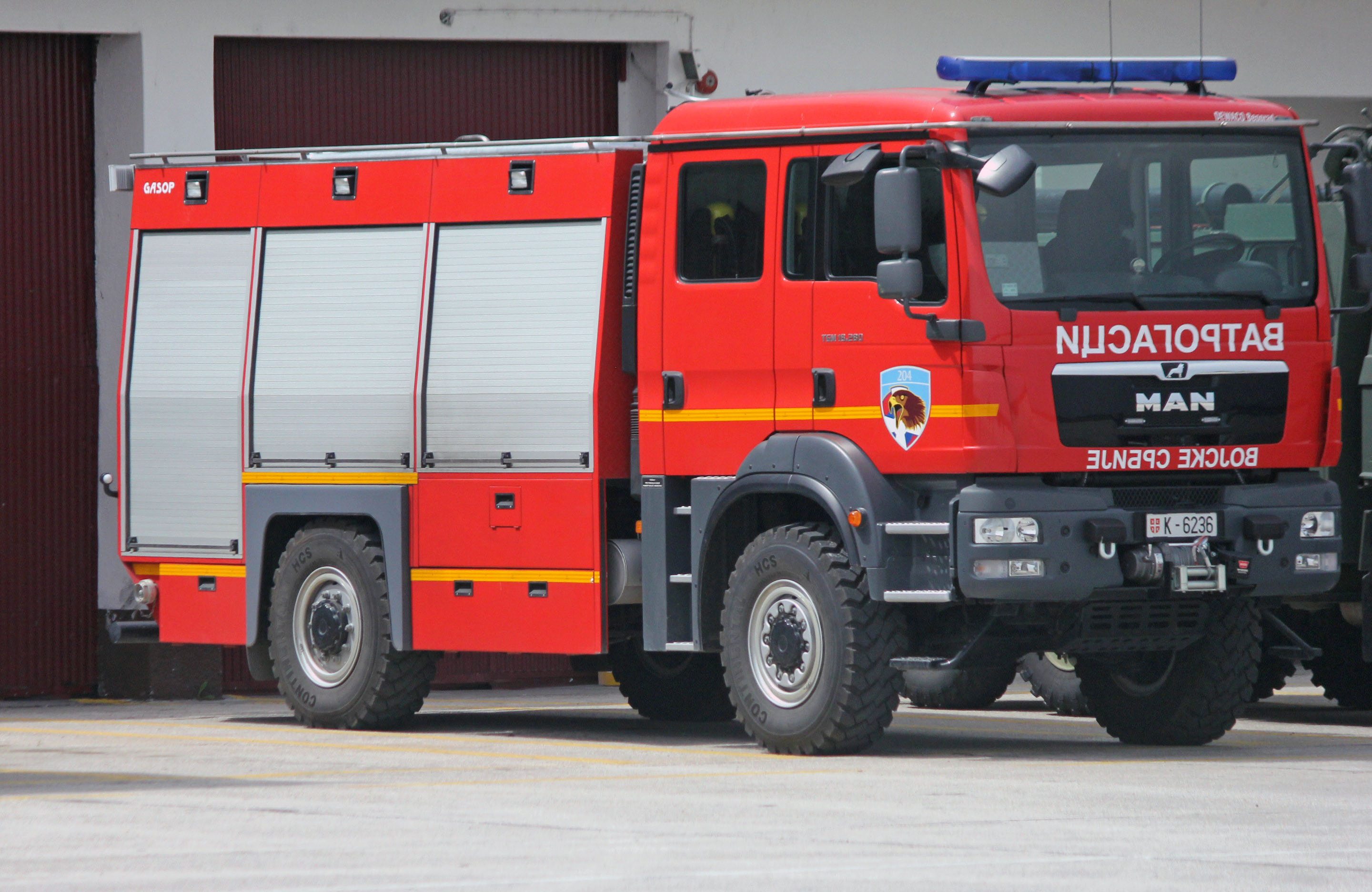
MAN TGM, véhicule d'incendie en Serbie

- MAN TGL (PTAC 7 à 12 tonnes), en 2005 : véhicule de léger tonnage

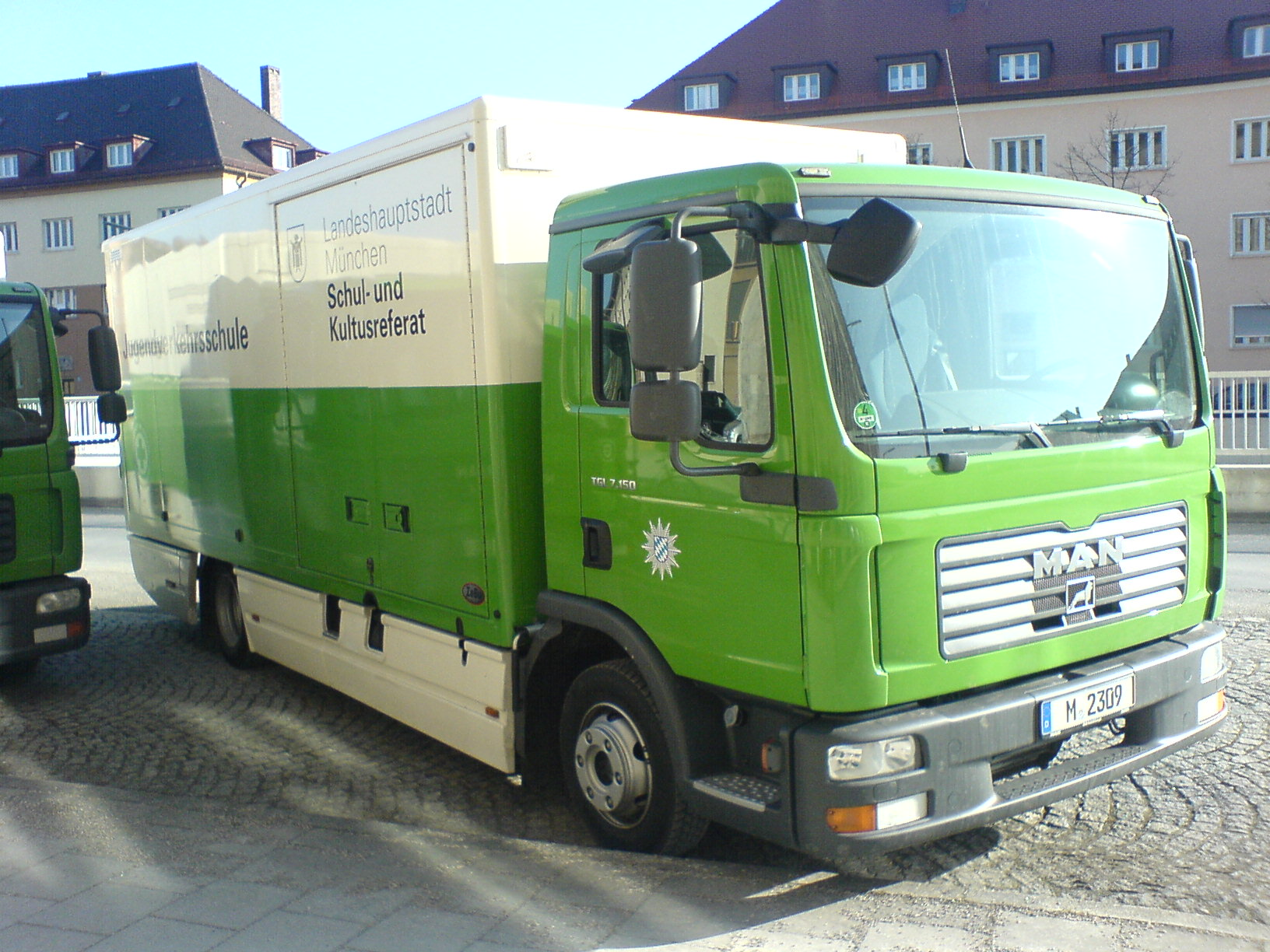
MAN TGL 7.150
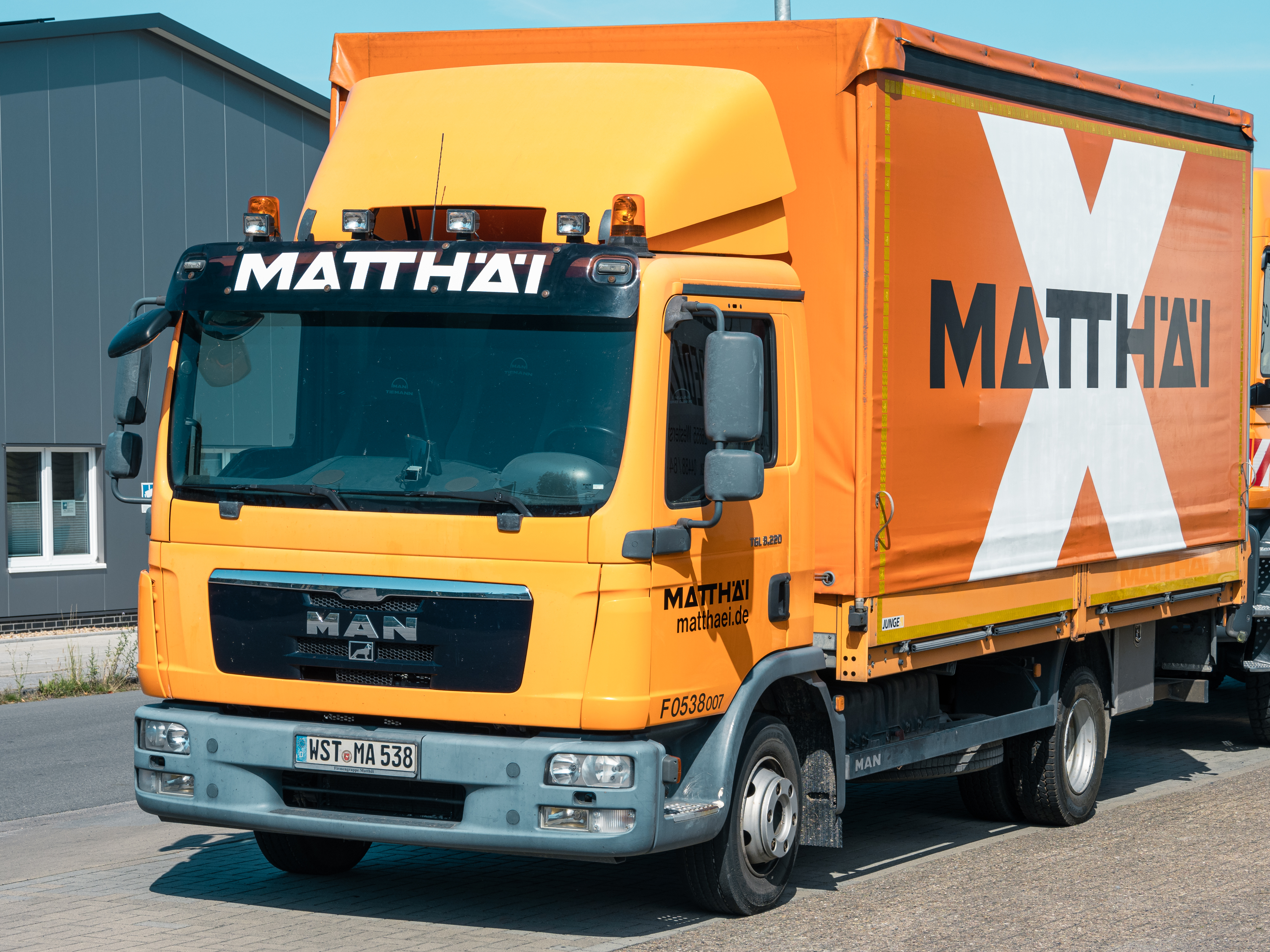
MAN TGL 8.220
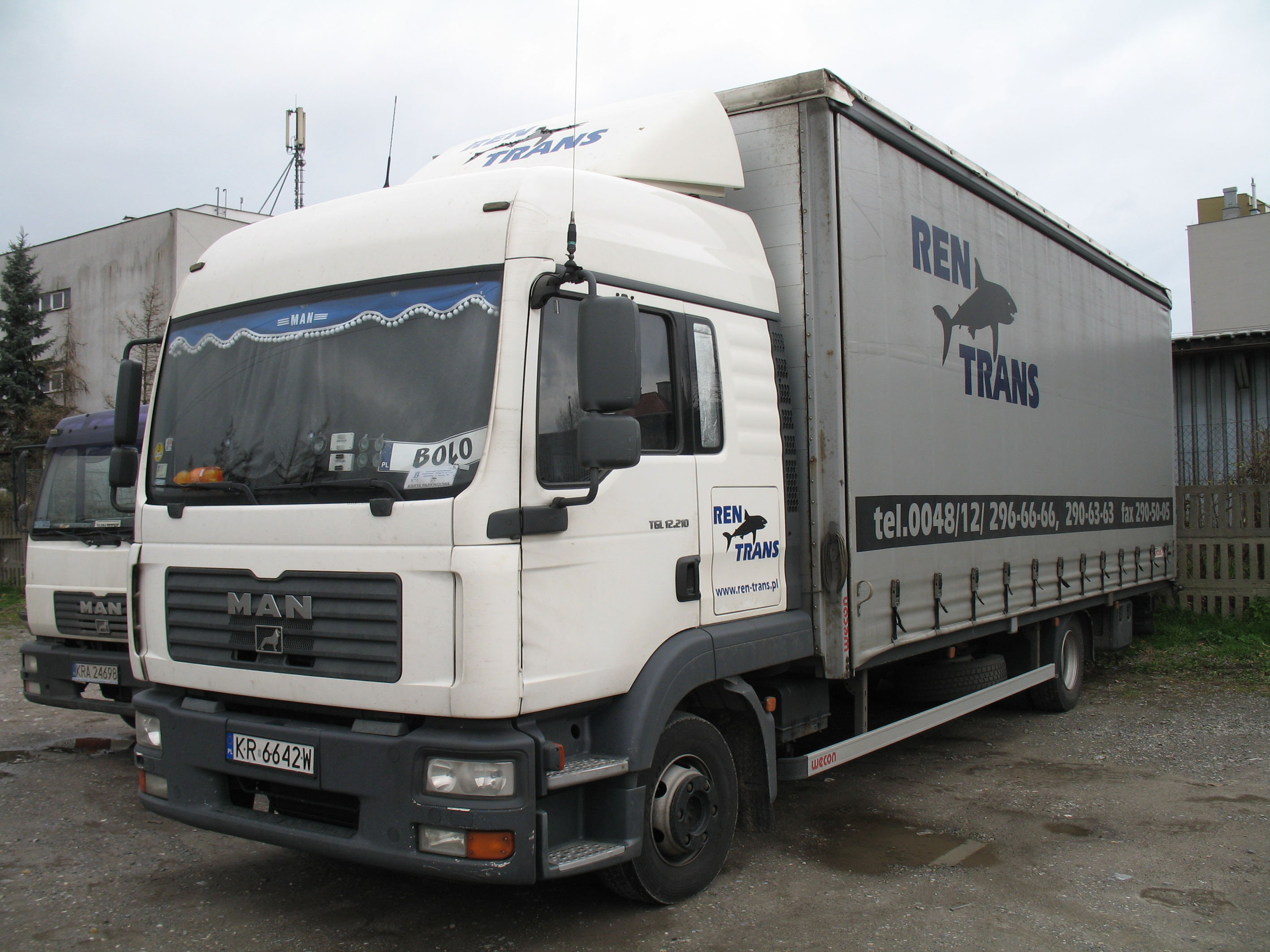
MAN TGL 12.210

- MAN CLA, en 2006 : camion robuste produit en Inde avec Force Motors[10]

En Amérique latine (MAN Latin America):
- VW Constellation (PTAC >13 tonnes)
- VW Worker (PTAC 8 à 31 tonnes)
- VW Delivery (PTAC 5 à 9 tonnes)
- MAN TGX et MAN TGS (PTAC > 16 tonnes), commercialisés à partir de 2011[12]

Anciens modèles  plus commercialisés :
- MAN TGA, en 2000
- MAN L, M et F2000, en 1999
- MAN L, M et F2000Evo
- MAN L, M et F90
- MAN F8, en 1986

### Autobus et autocars

#### Autobus urbains et interurbains
MAN commence la construction d'autobus et autocars en 1915.

##### Bus avant la standardisation de l'organisation des transports publics

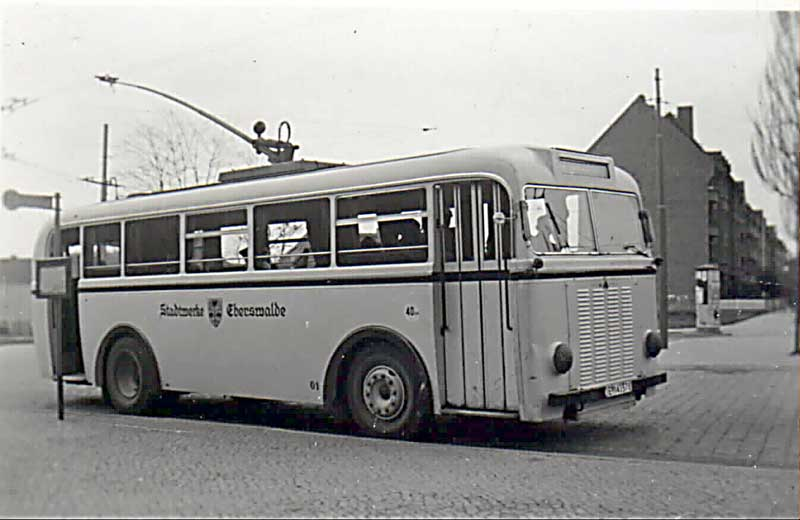
Trolleybus MAN MPE I
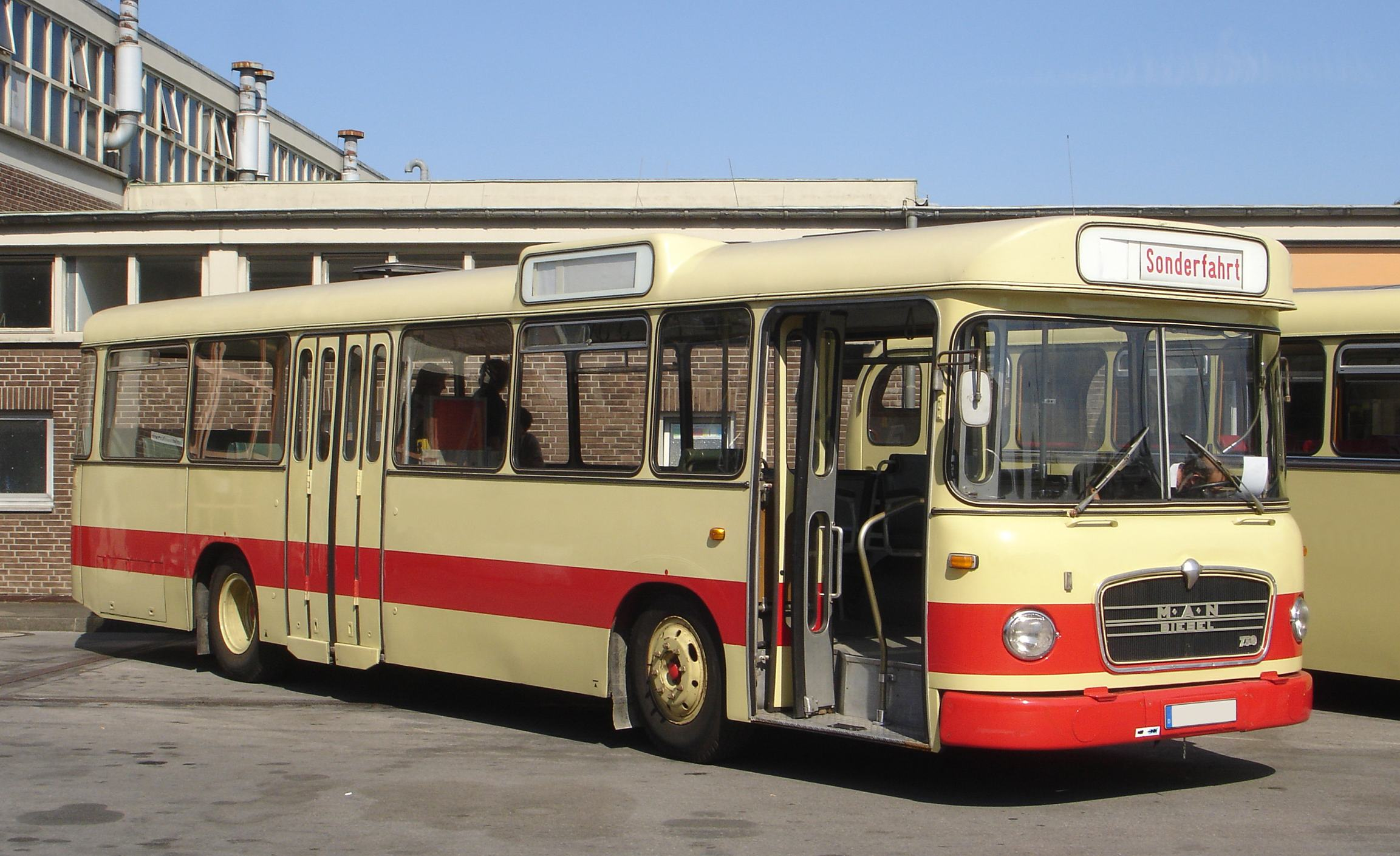
MAN 750 HO (Metrobus)
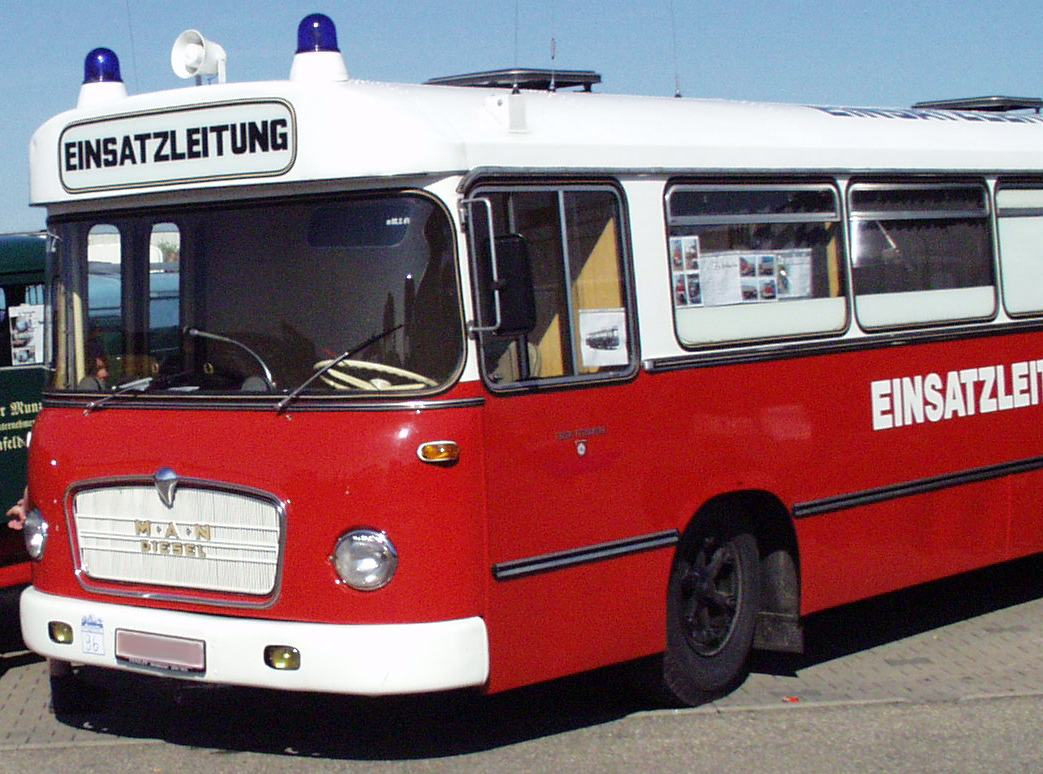
Bus utilitaire MAN (pompiers)

- MAN AM
- MAN NOB
- MAN NOG
- MAN NON
- MAN D1
- MAN MP
- MAN MKN
- MAN MKH
- MAN 760 UO 1 [13]
- MAN 760 UO 2G
- MAN 535 HO-11
- MAN 750 HO-M (Metrobus)
- MAN 890 UG (Autobus articulé)

##### Autobus standards de1regénération

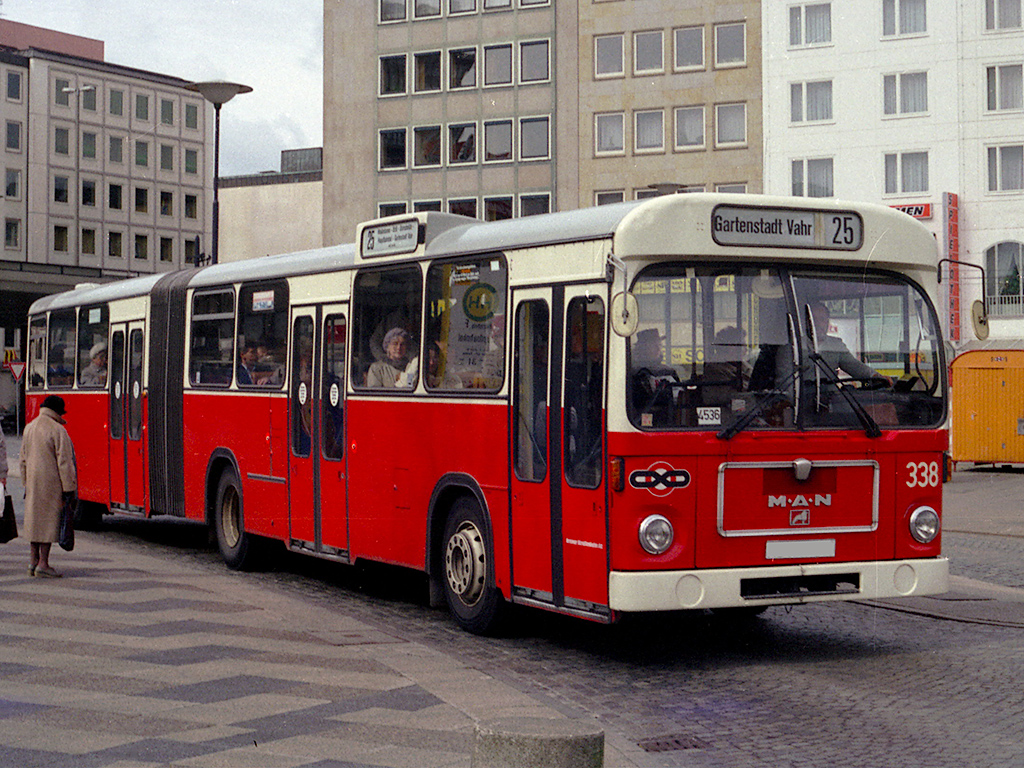
Bus standard MAN SG 192 des transports de Brême à la fin des années 1980
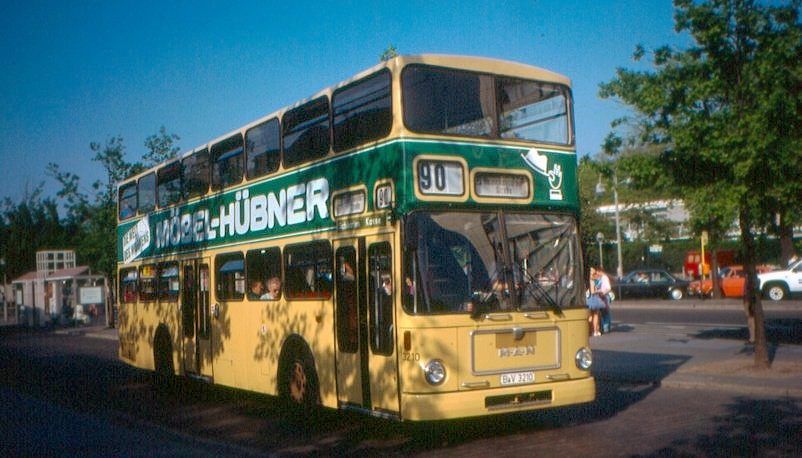
MAN SD 200 des transports berlinois, encore utilisé de nos jours en tant que bus touristique
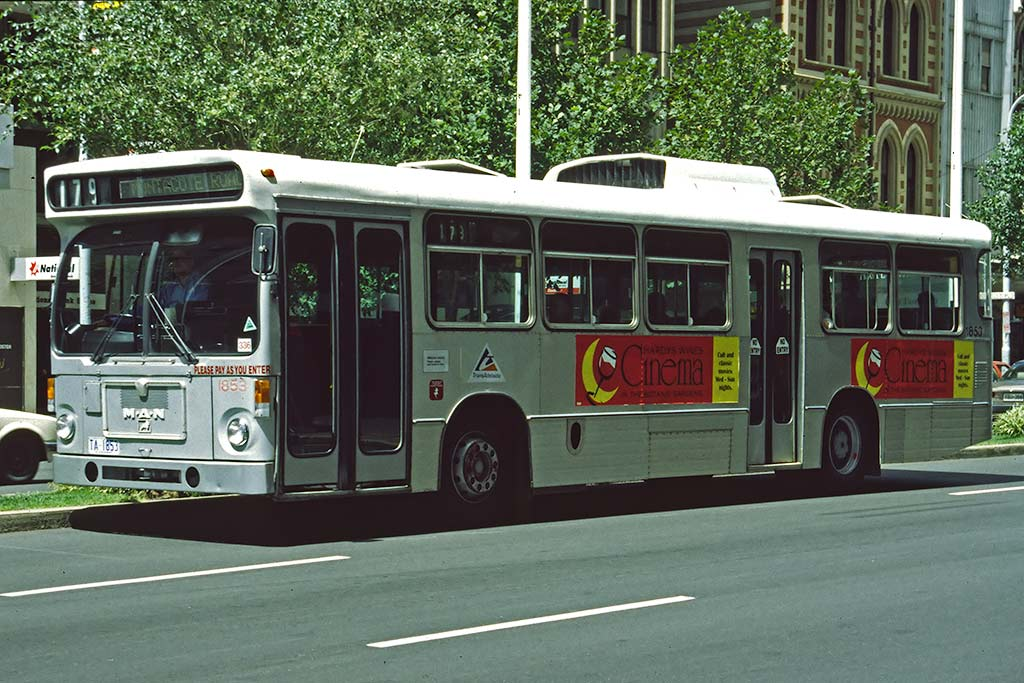
Bus standard MAN de construction australienne à Adélaïde en 1997
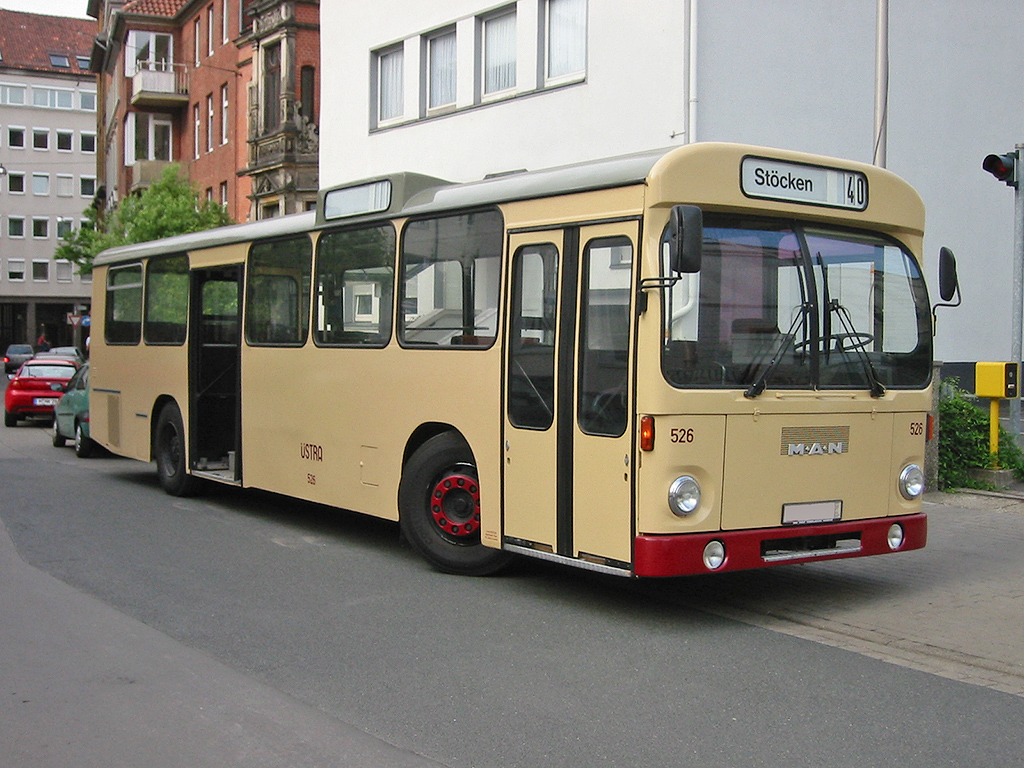
Bus standard MAN SL 200 à Hanovre au musée du bus
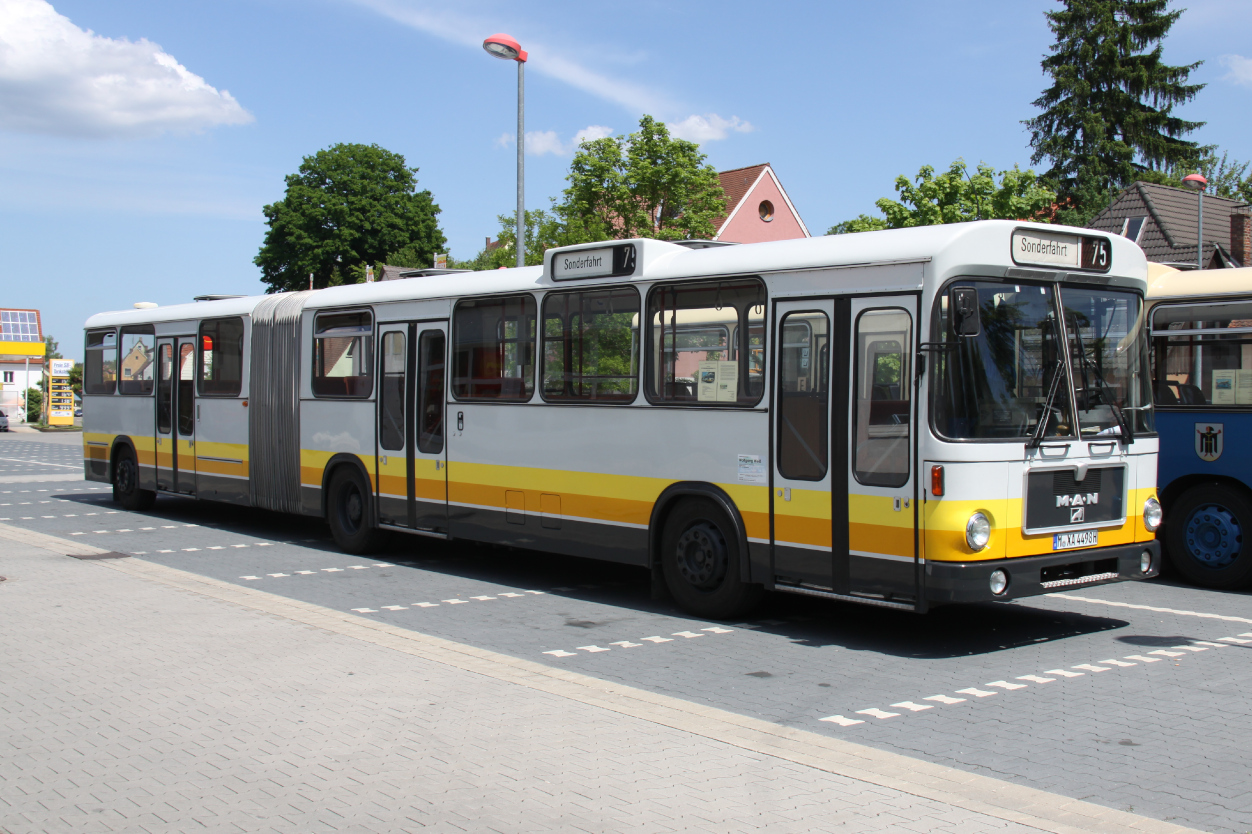
Bus articulé standard MAN SG 240 H à Pleinfeld en 2012
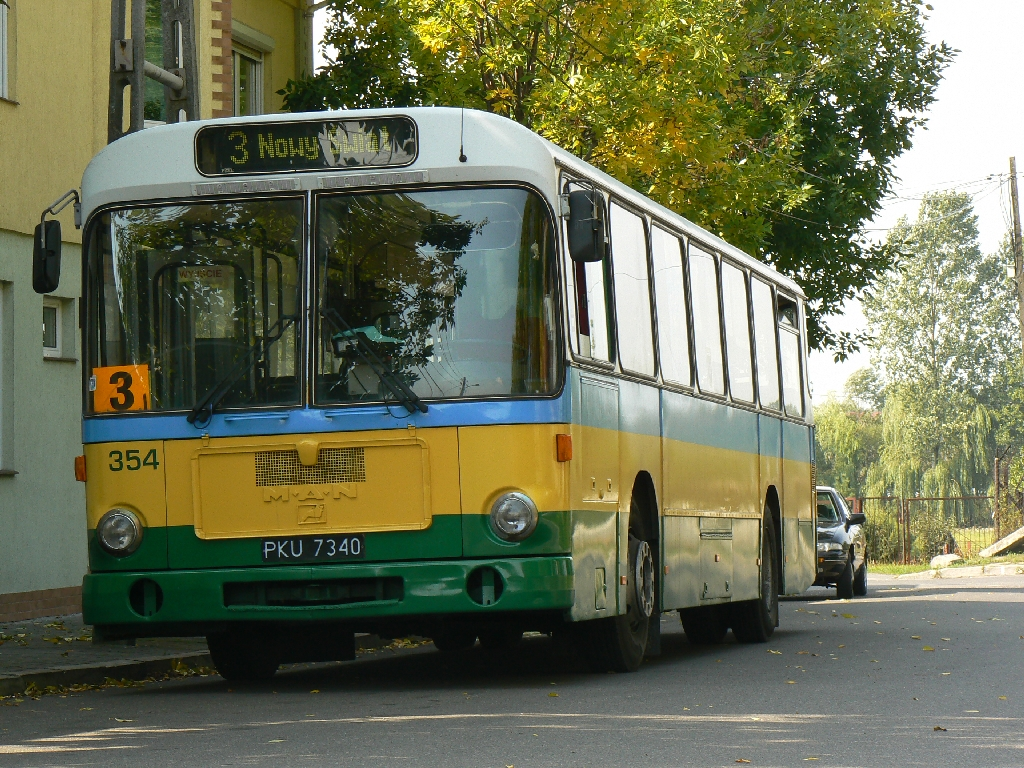
Bus de ligne MAN à Bełchatów en Pologne
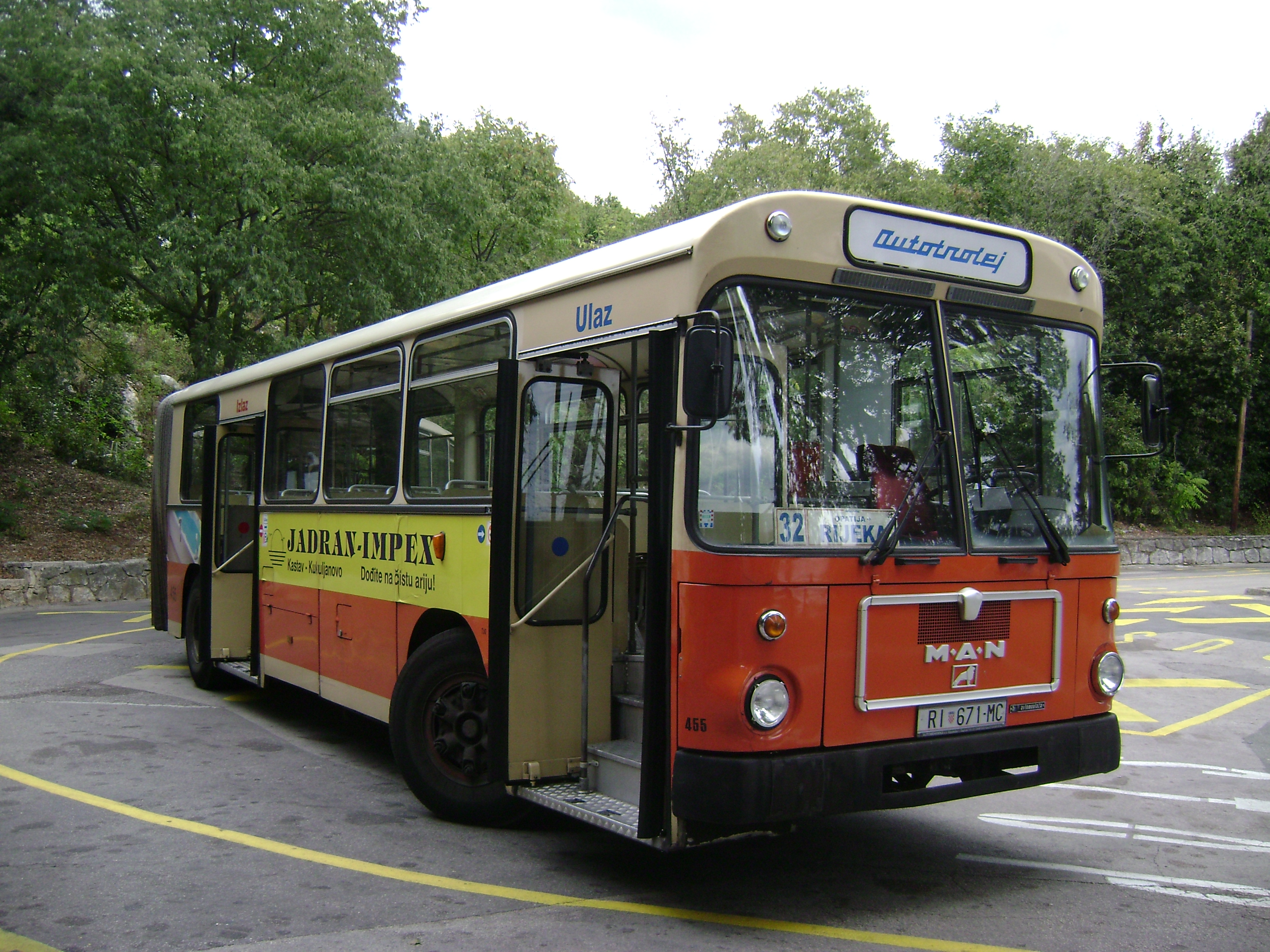
Bus articulé MAN SG 220 à Rijeka en Croatie

Autobus standards :
- MAN 750 HO-SL / MAN SL 192 / MAN SL 195
- MAN SL 200

Autobus standards articulés :
- MAN 890 SG / MAN SG 192
- MAN SG 220
- MAN SG 240 H / MAN SG 280 H

Autobus standards à articulation double :
- MAN SGG 280

Autobus interurbain standard :
- MAN 750 HO-SÜ / MAN SÜ 210 / MAN SÜ 230
- MAN SÜ 240

Autobus à impériale :
- MAN SD 200

##### Autobus standards de2egénération

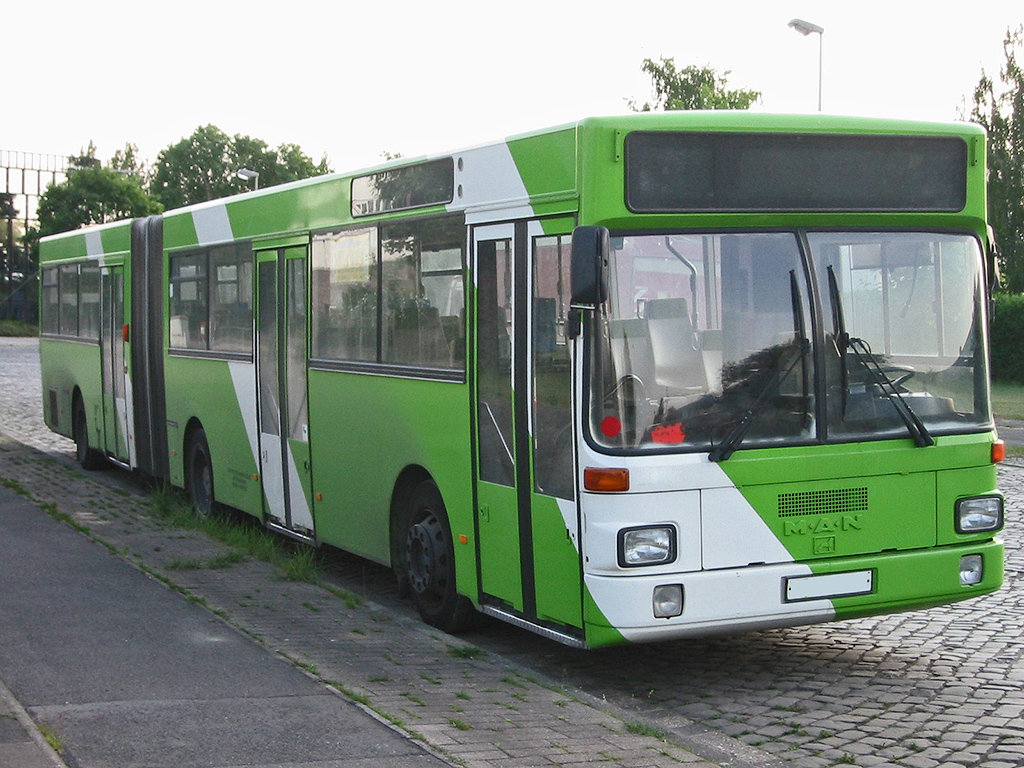
Bus articulé standard MAN SG 242 à Hanovre
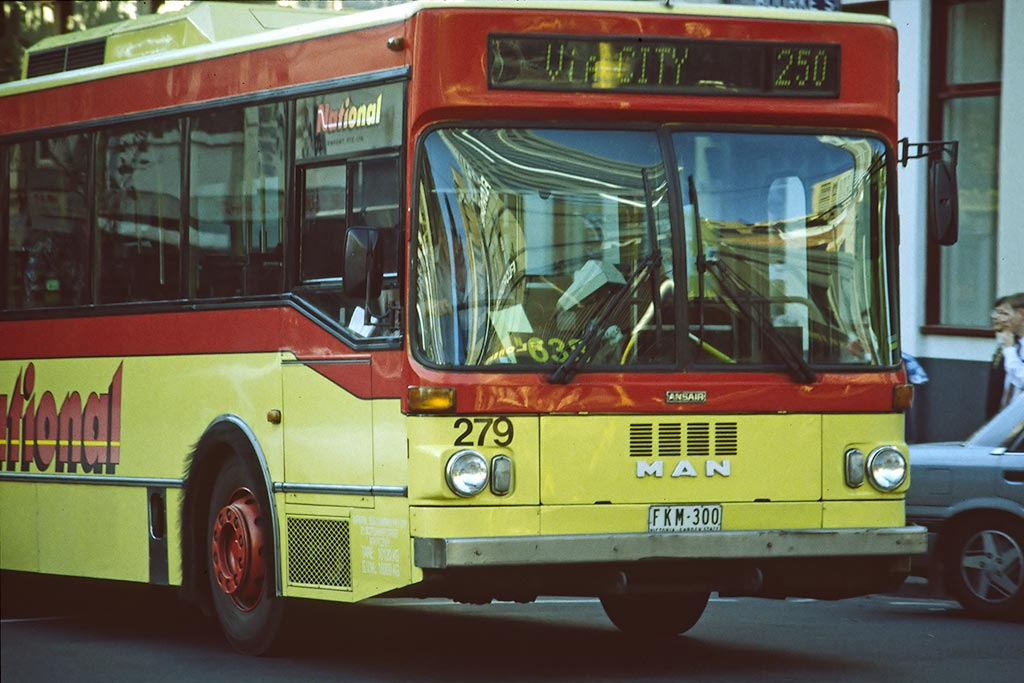
Bus standard à Melbourne en (Australie), 1997
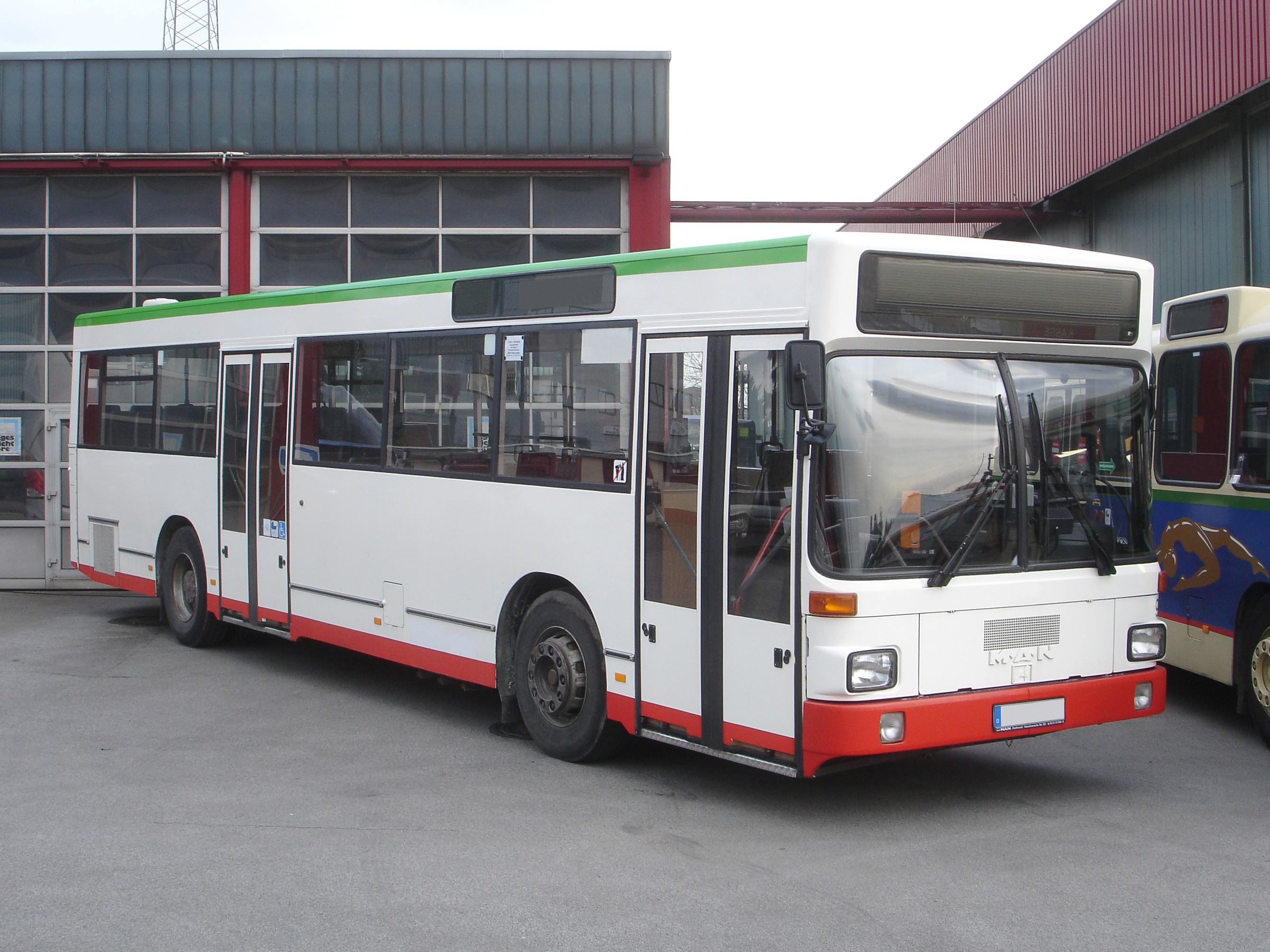
MAN SL 202 de 1985
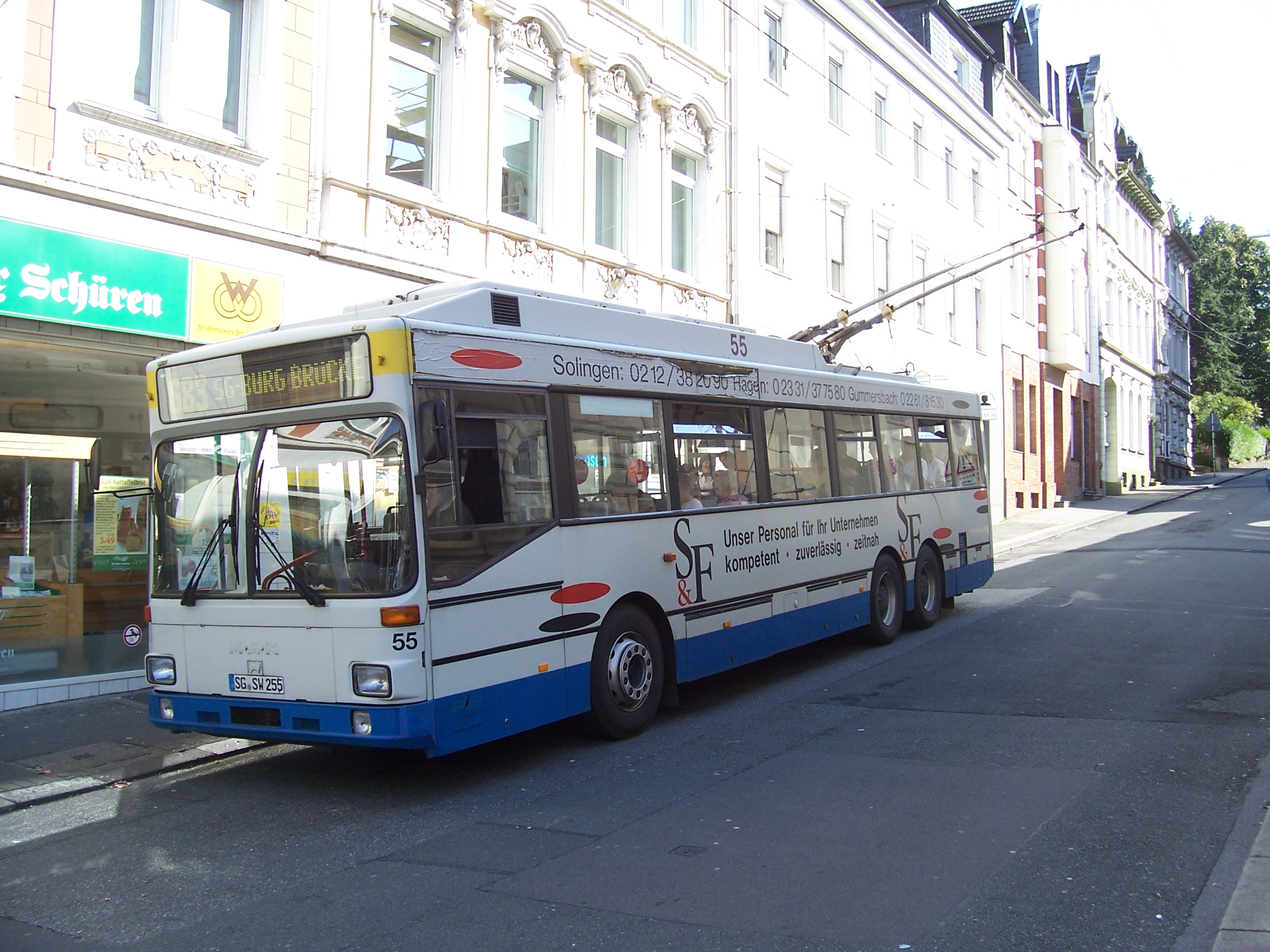
Trolleybus de type MAN SL 172 HO à Solingen
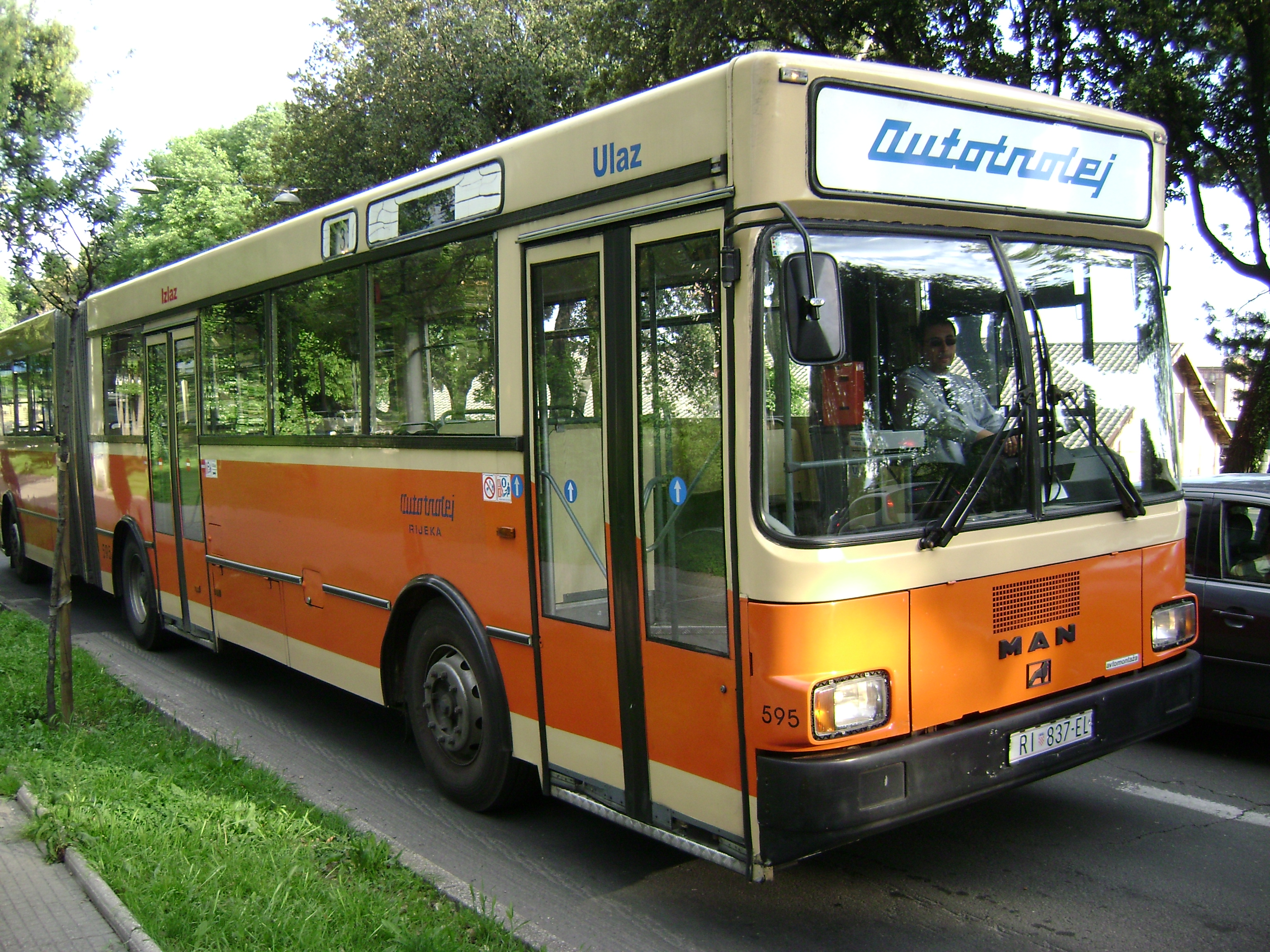
Bus articulé MAN SG 240 à Rijeka (Croatie)

Autobus standards :
- MAN SL 202

Autobus standards articulés :
- MAN SG 242 H / MAN SG 282 H
- MAN SG 242 / MAN SG 292 / MAN SG 312 / MAN SG 322

Autobus interurbain standard :
- MAN SÜ 242 / MAN SÜ 272

Midibus standards :
- MAN SM 152 / MAN SM 182

Autobus à impériale :
- MAN SD 202

##### Autobus à plancher bas de1regénération

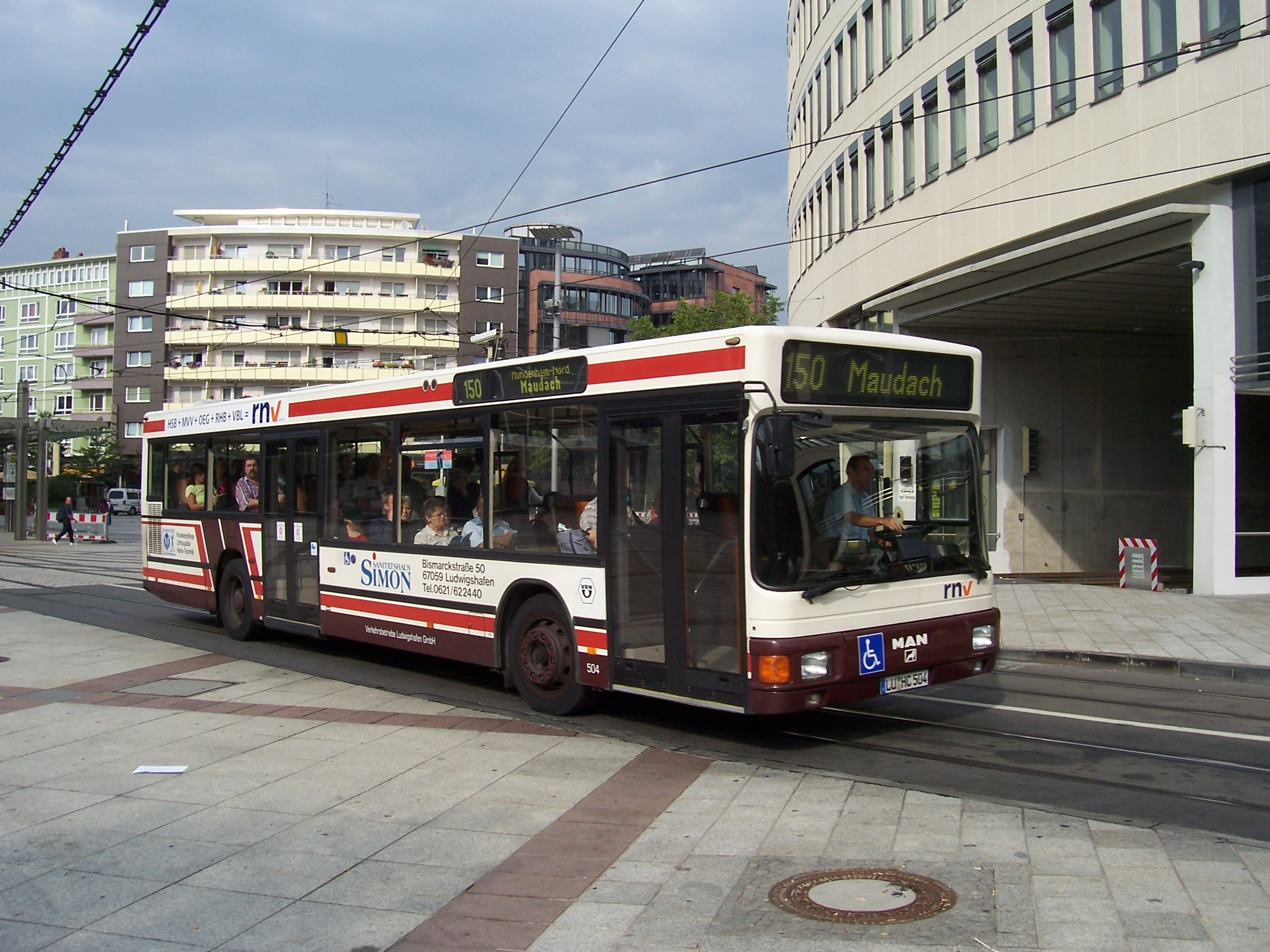
MAN NL 202(2) (A10) à Ludwigshafen
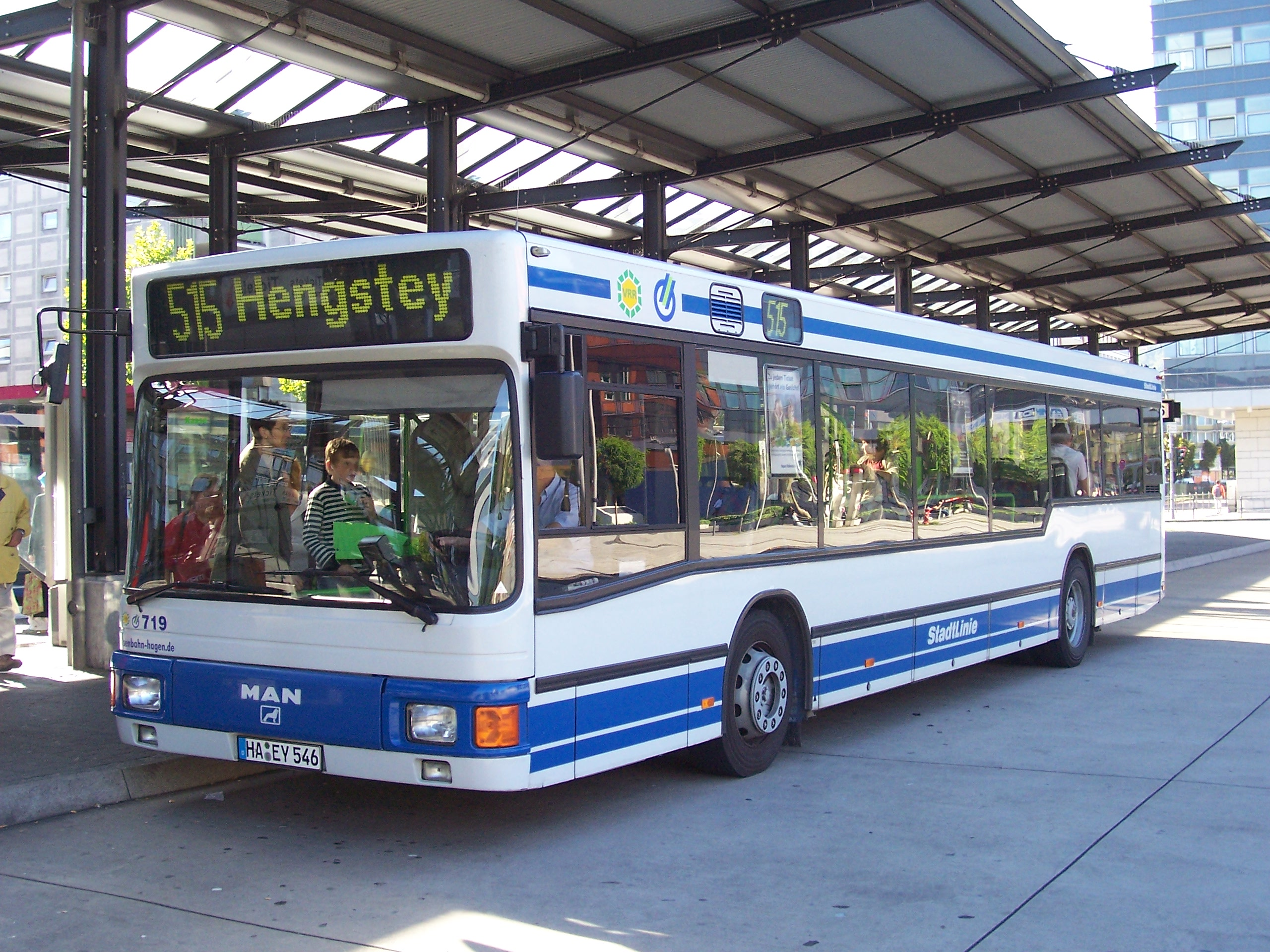
MAN NL 262 à Hagen
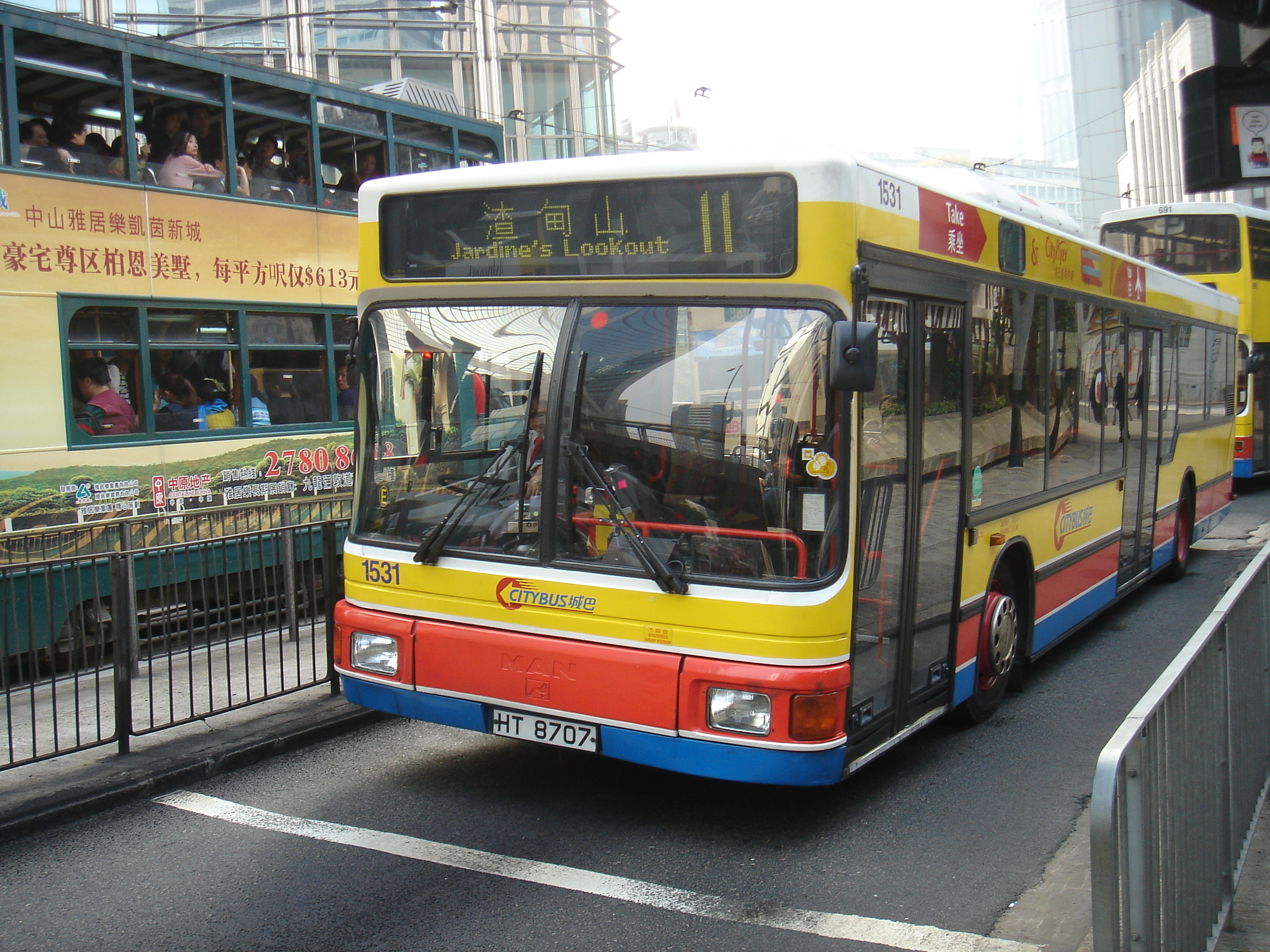
MAN NL 262 à Hong Kong
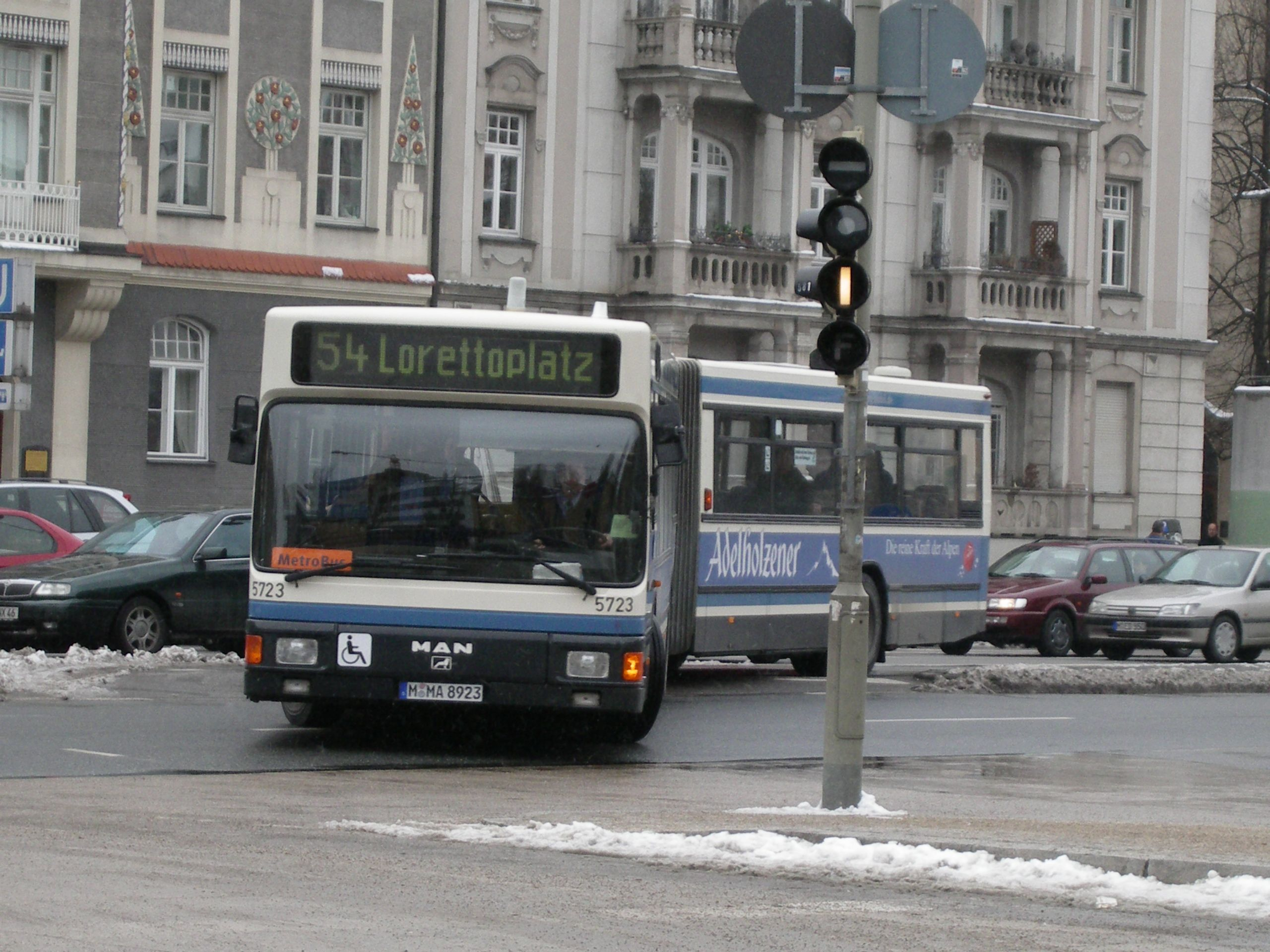
MAN NG 272(2) (A11) à Munich
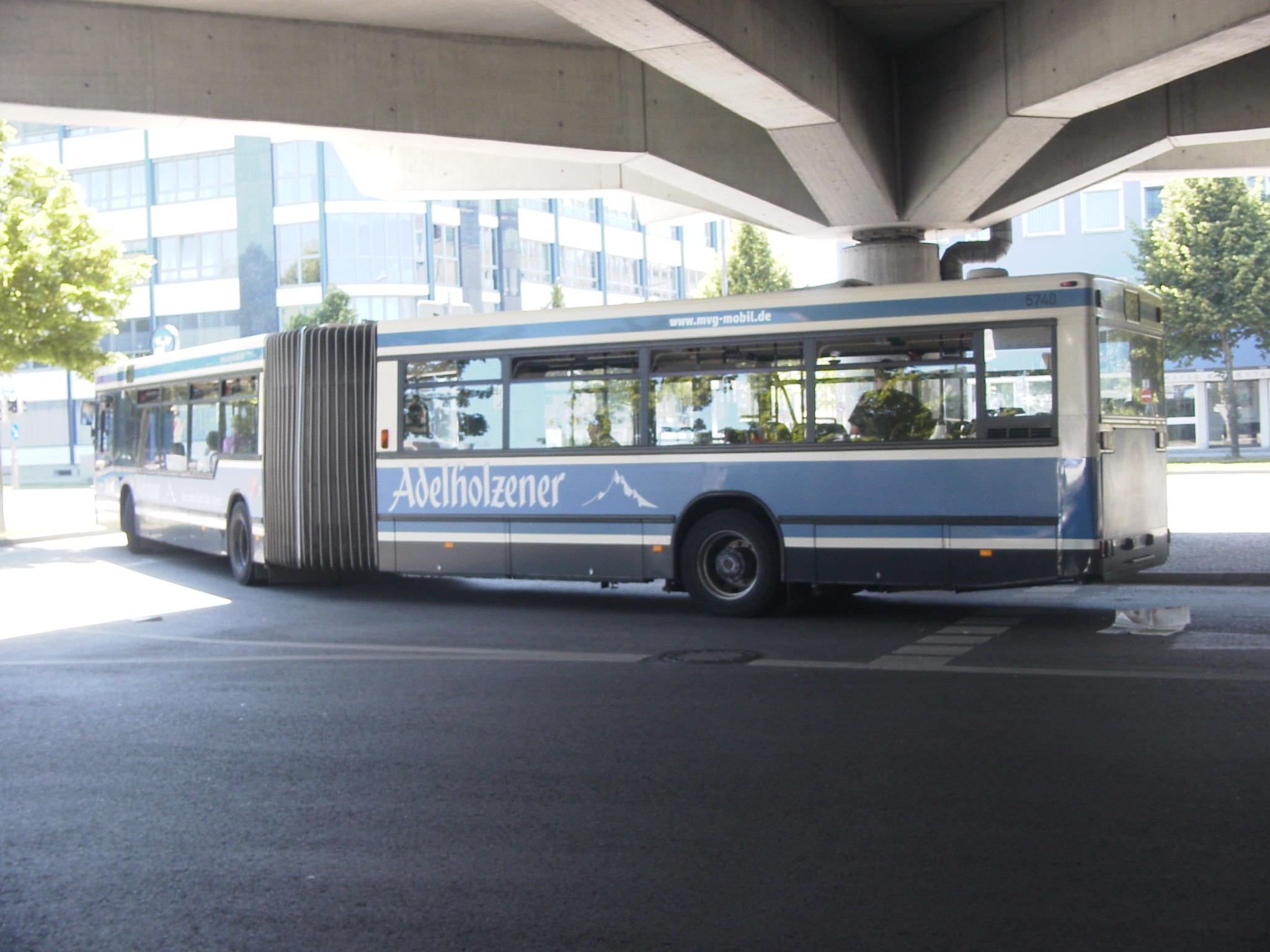
MAN NG 272(2) (A11) à Munich (Vue arrière)
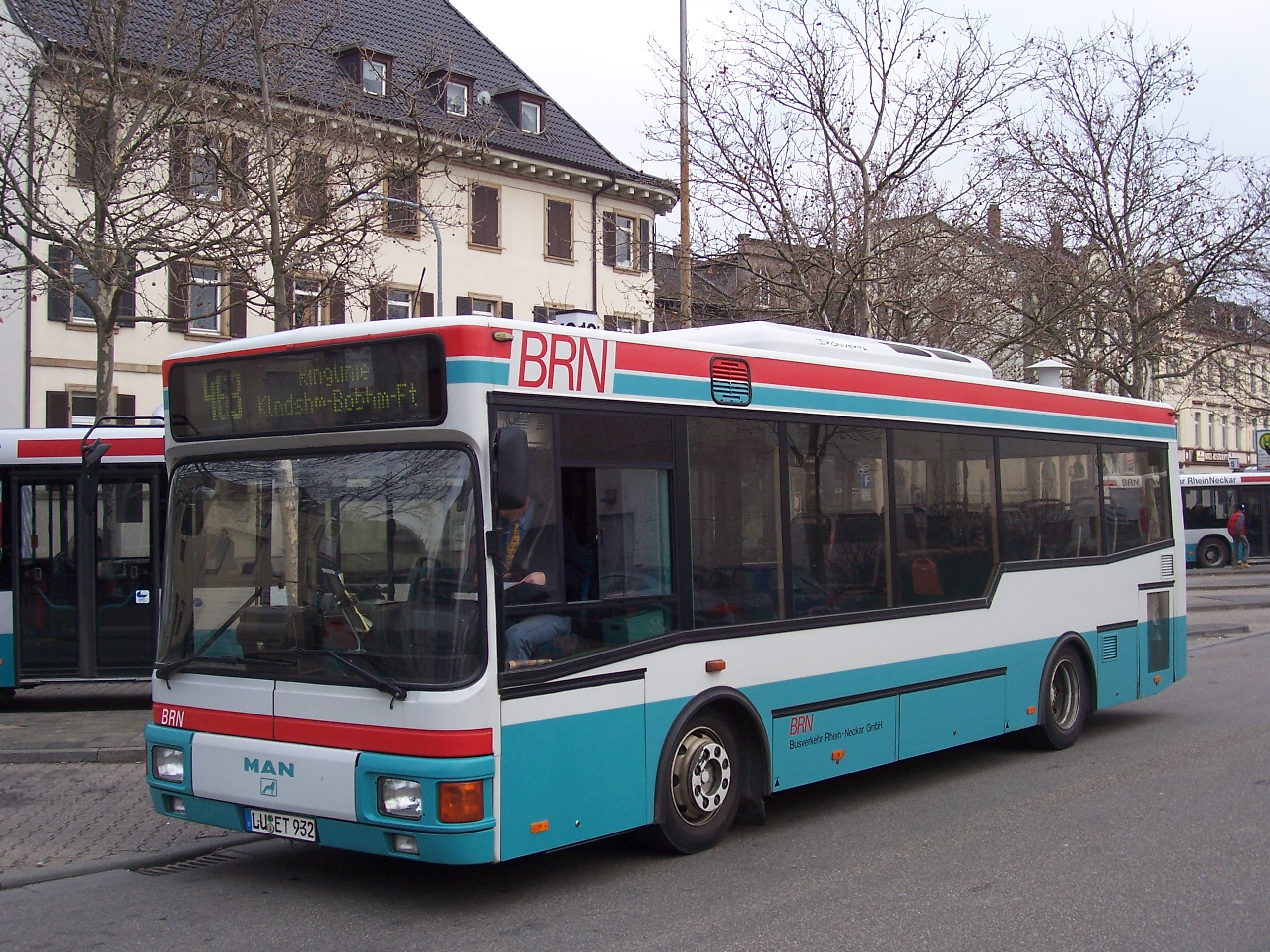
MAN NM 222 à Frankenthal
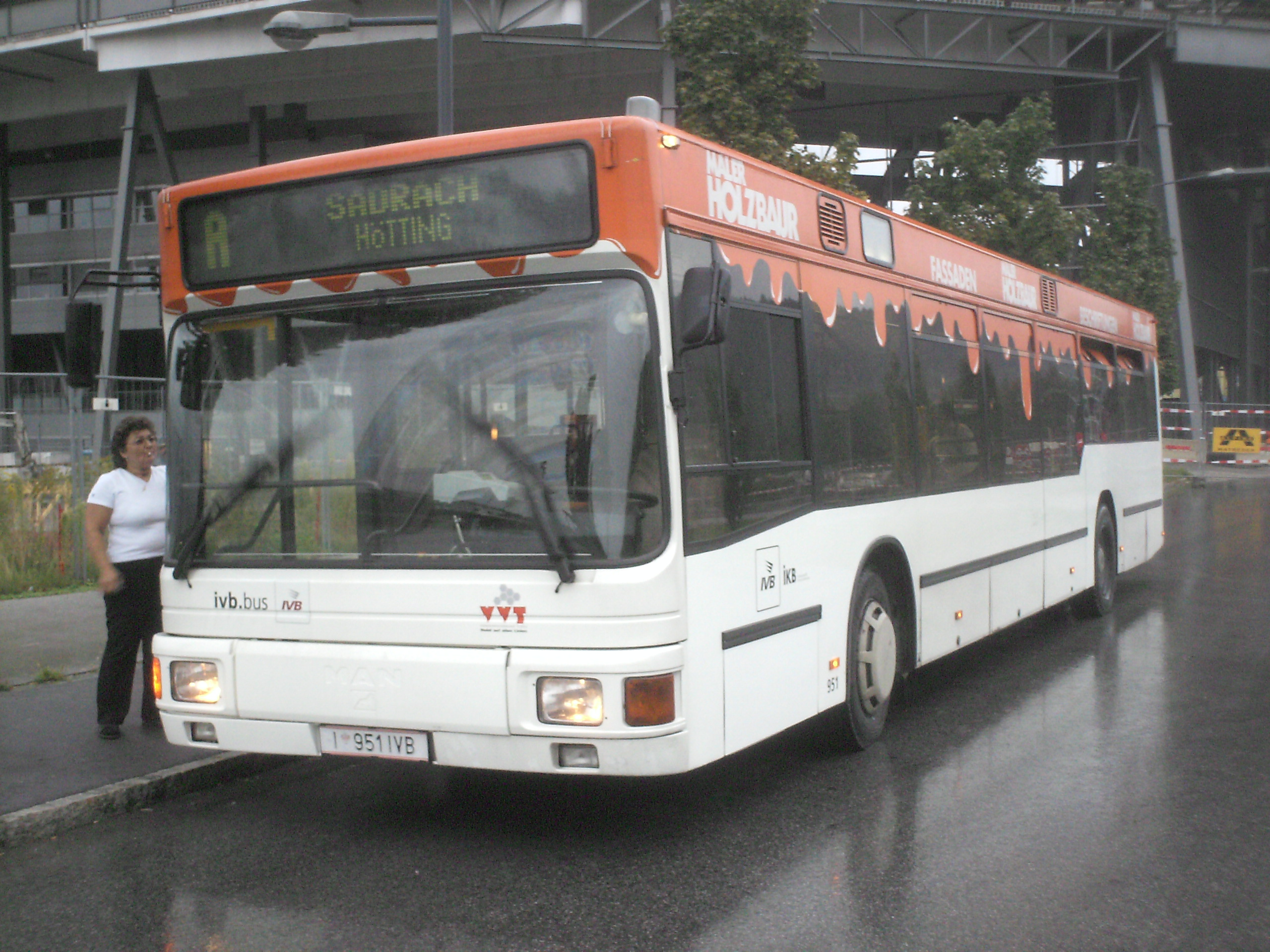
MAN NL 202(2) à Innsbruck
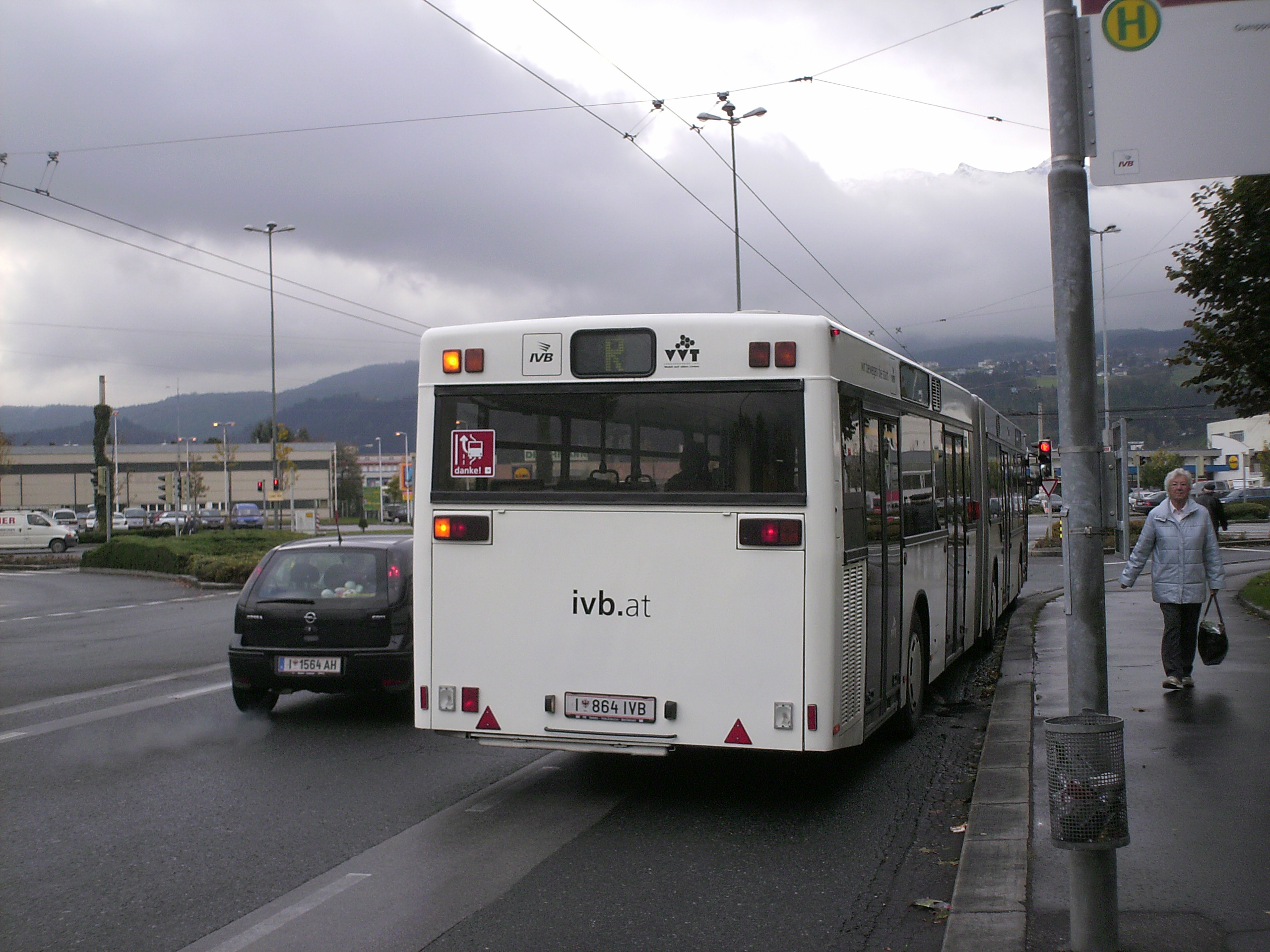
MAN NG 272(2) à Innsbruck

Autobus à plancher bas :
- MAN NL 202
- MAN NL 202(2) / MAN NL 222 / MAN NL 262 / MAN NL 312 / MAN NL 232 CNG

Autobus articulé à plancher bas :
- MAN NG 272
- MAN NG 272(2) / MAN NG 262 / MAN NG 312 / MAN NG 232 CNG

Midibus à plancher bas :
- MAN NM 152 / MAN NM 182
- MAN NM 152(2) / MAN NM 192 / MAN NM 222

Autobus à plancher bas et à impériale :
- MAN ND 202

Autobus 'européen'
- MAN EL 202 / MAN EL 262

Midibus 'européen'
- MAN EM 192

##### Autobus à plancher bas de2egénération

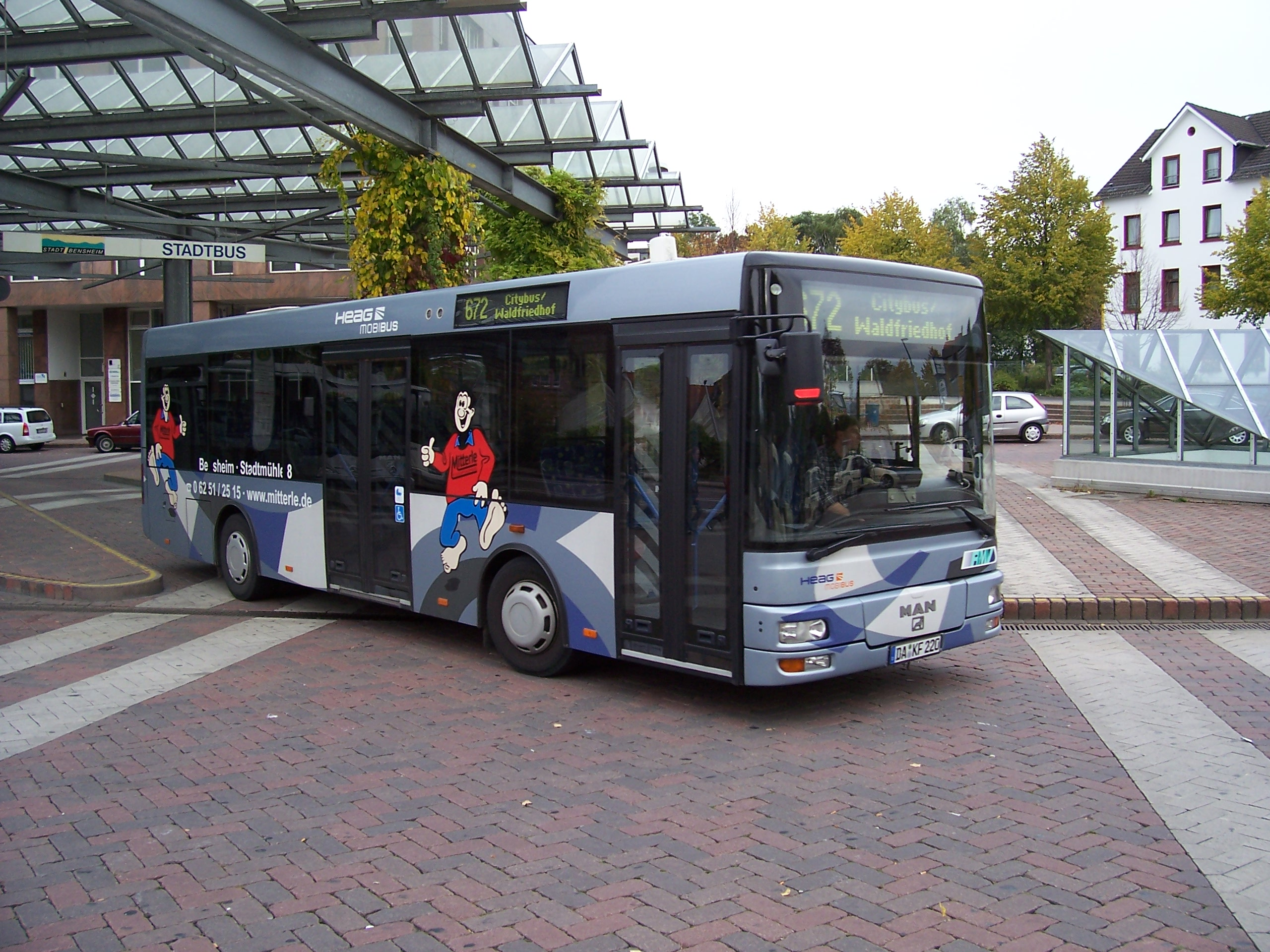
MAN-Göppel NM 223 à Bensheim
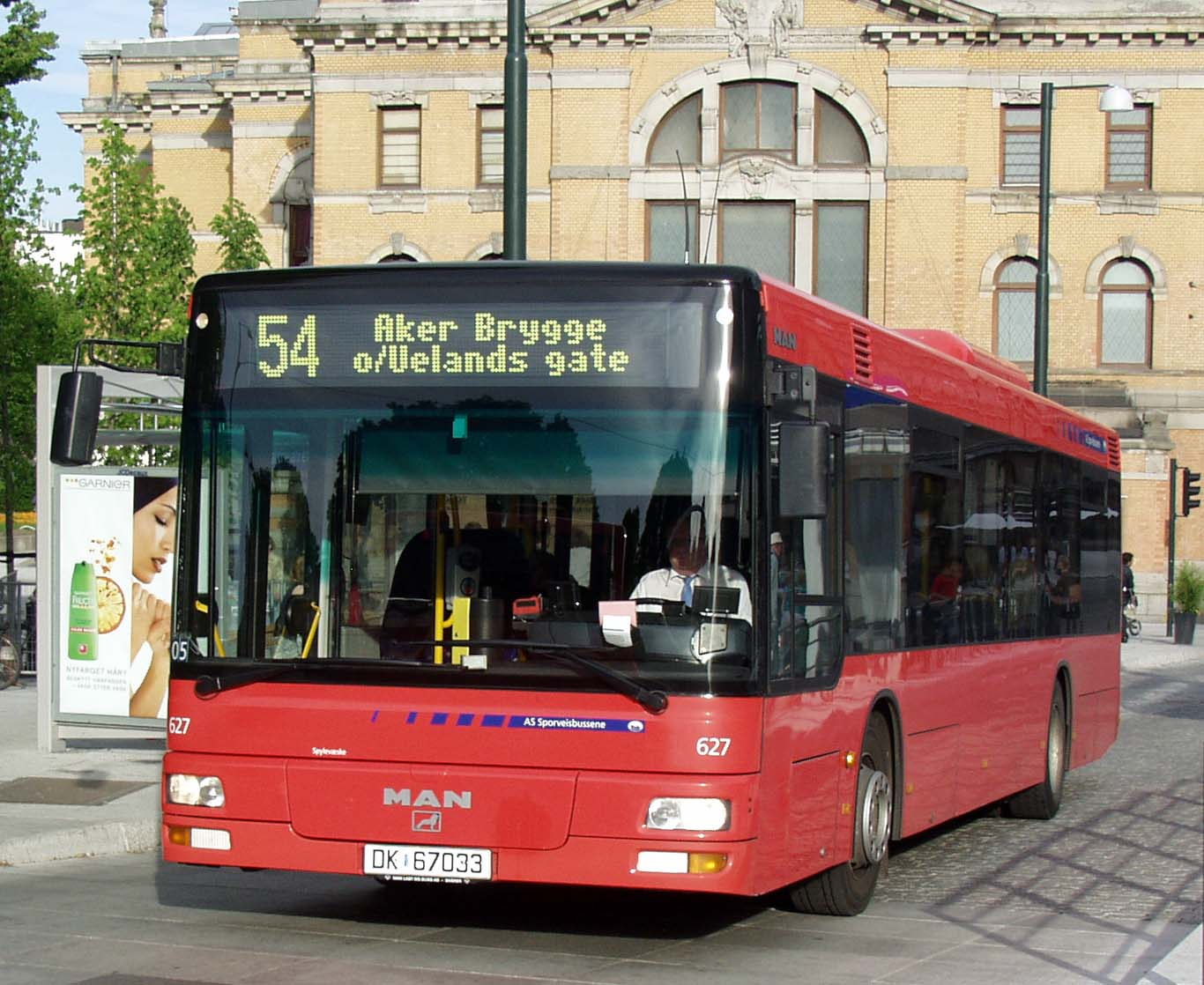
MAN NL 263 à Oslo (Norvège)
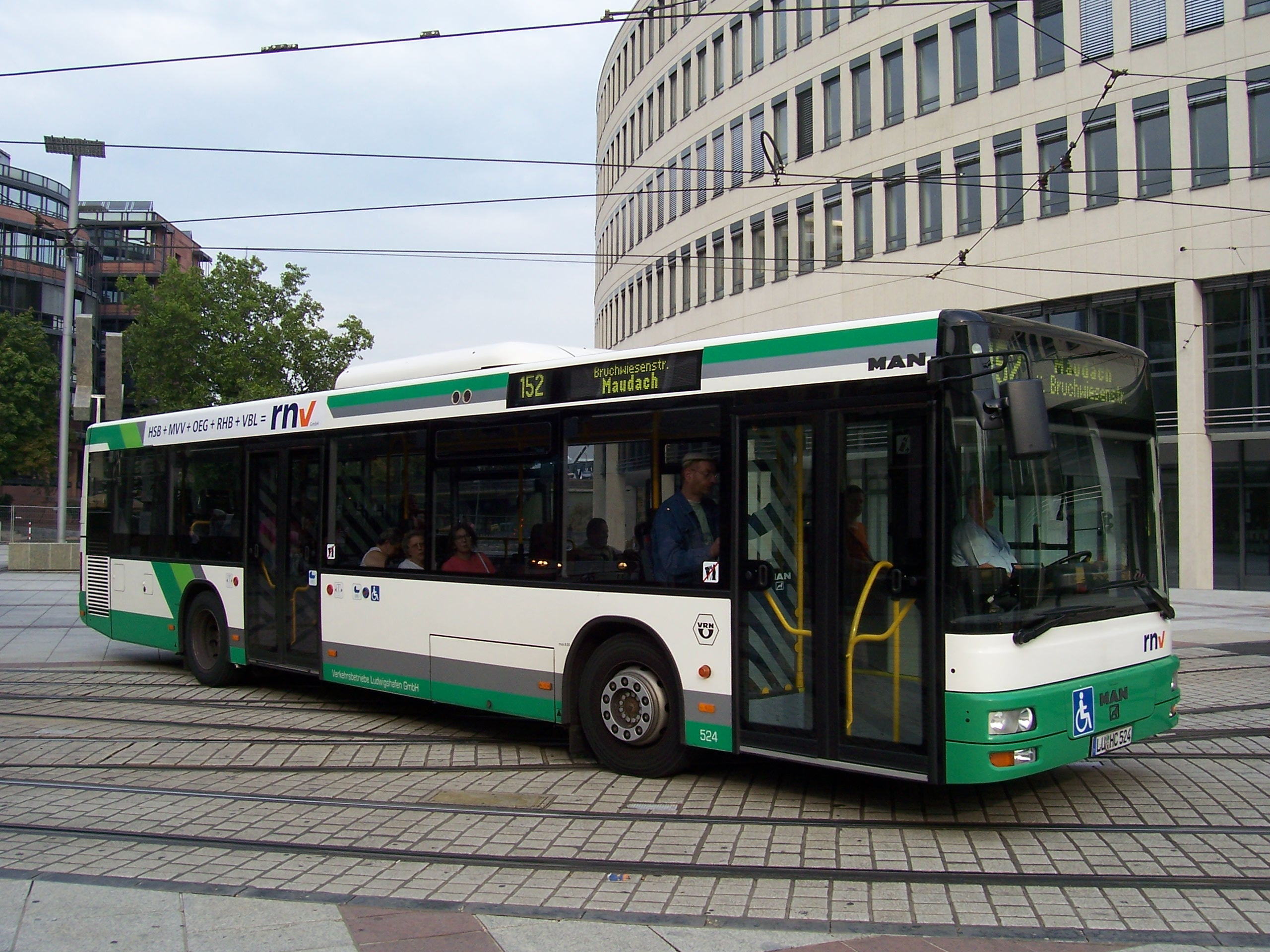
MAN NL 263 (A21) à Ludwigshafen
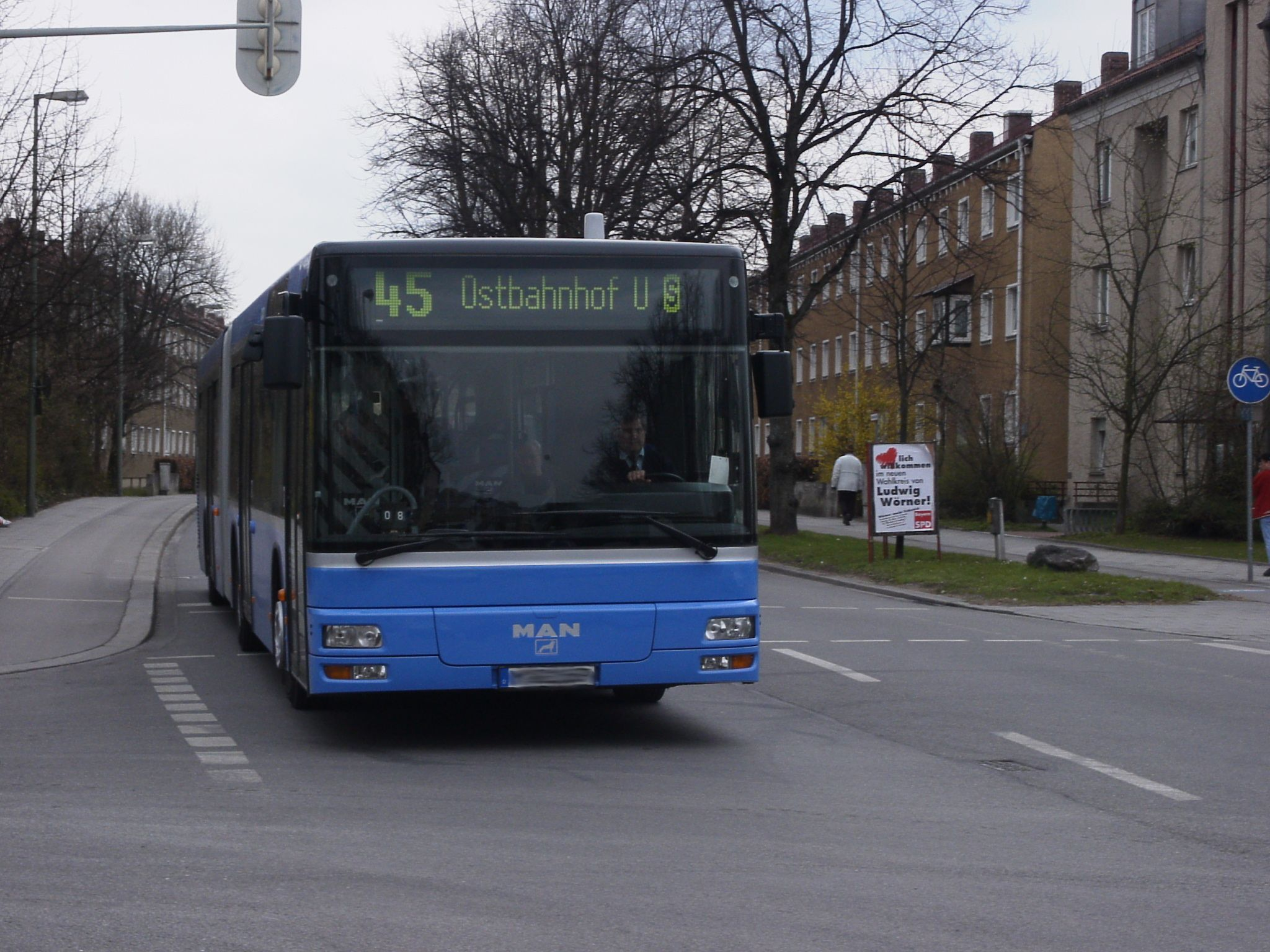
MAN NG 263 (A23) à Munich
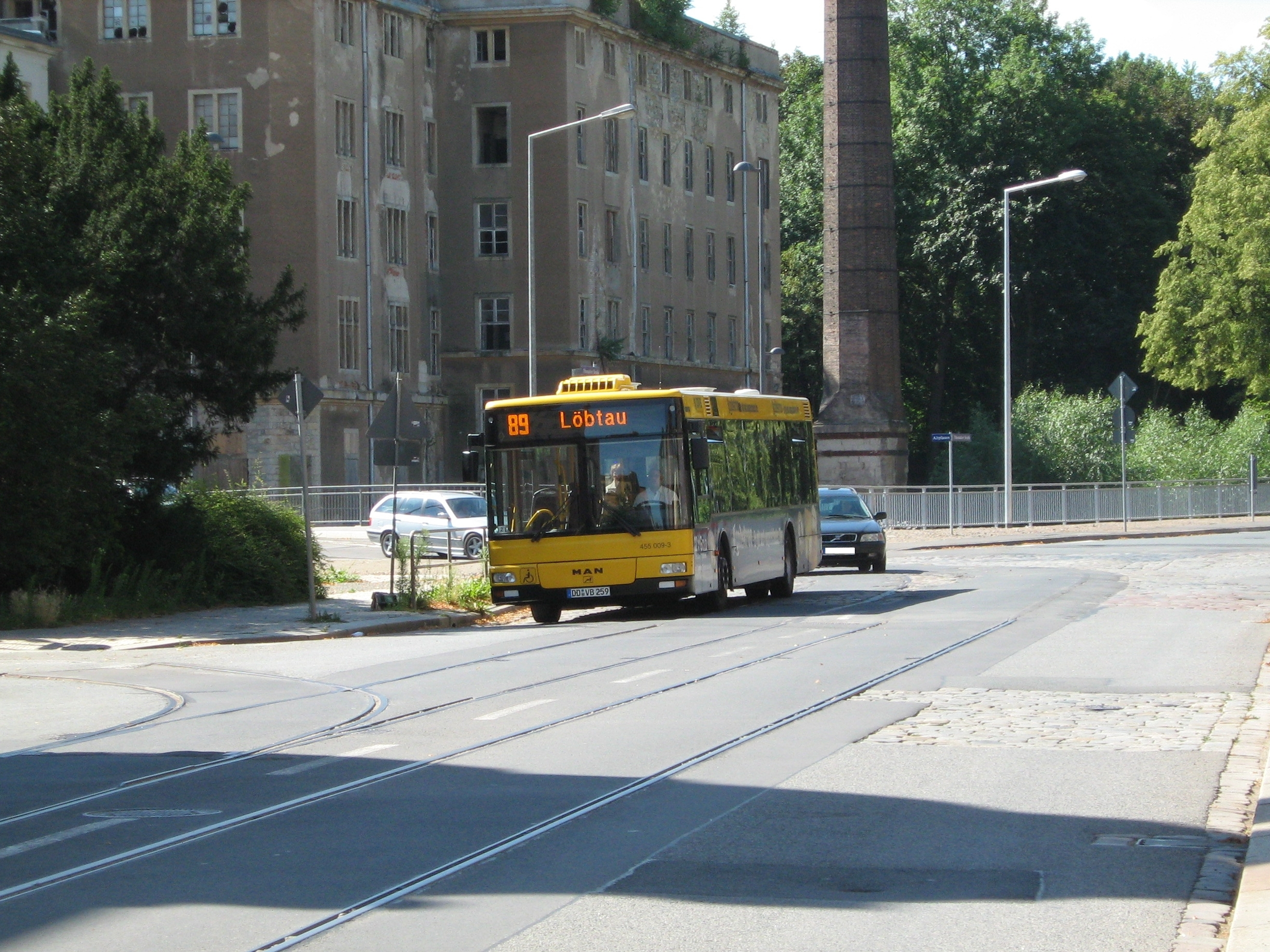
MAN NL 283 (version 2003) à Dresde
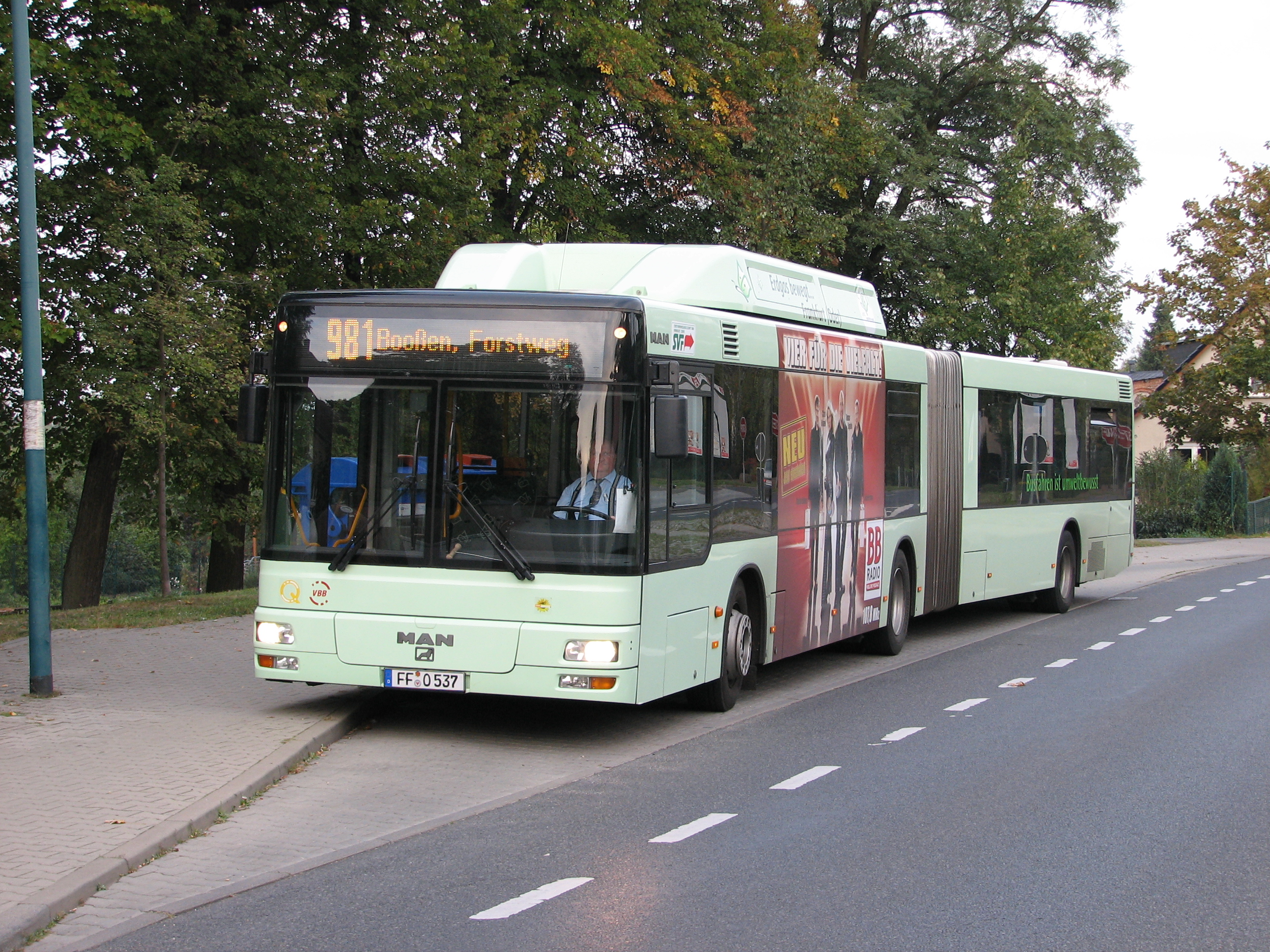
MAN NG 313 CNG à Francfort-sur-le-Main
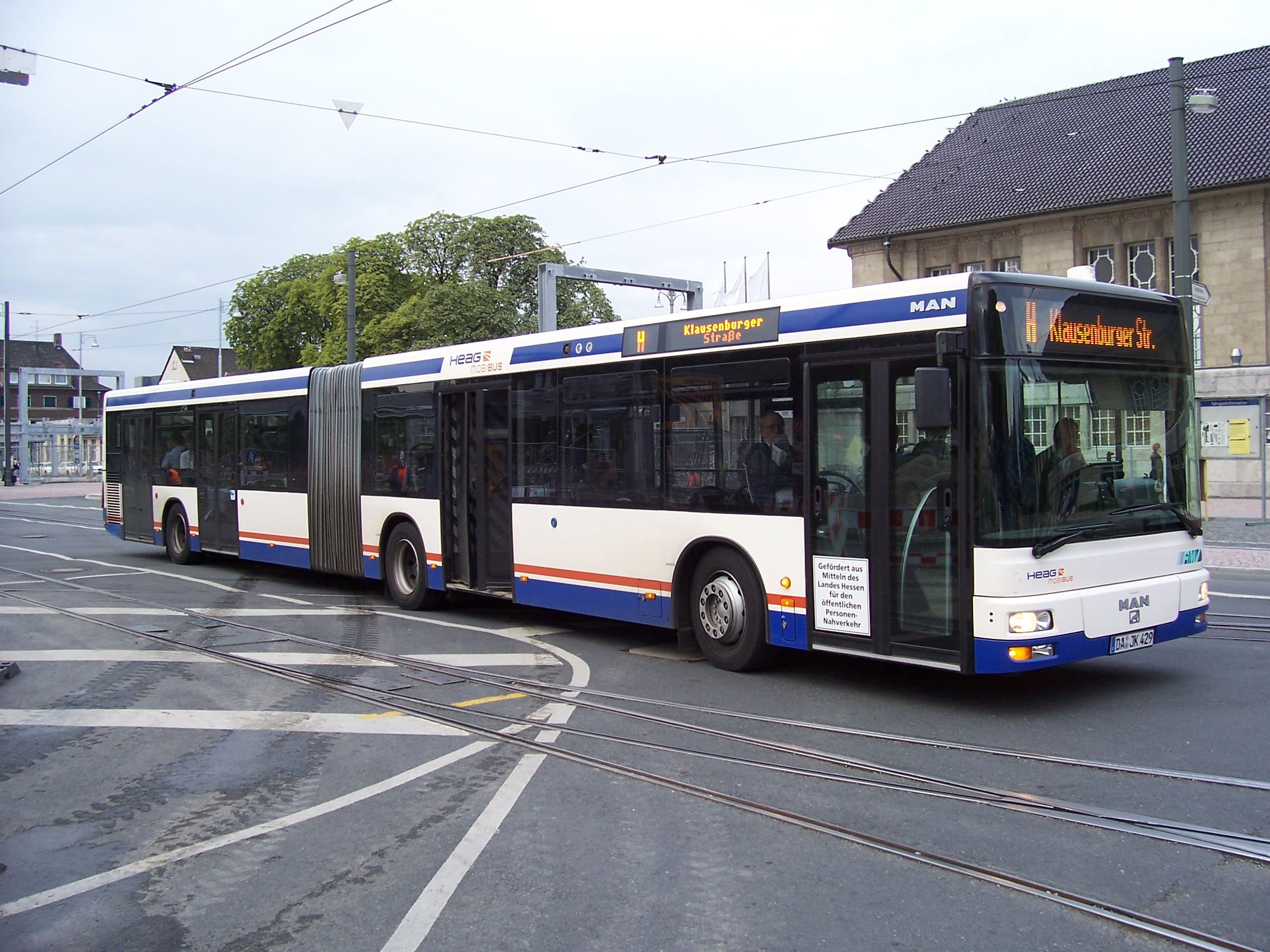
MAN NG 313 (A23) à Darmstadt
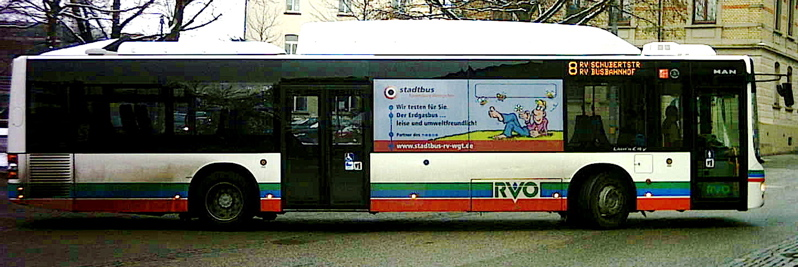
MAN NÜ 313 CNG (bus au gaz naturel) des transports régionaux de Haute-Bavière
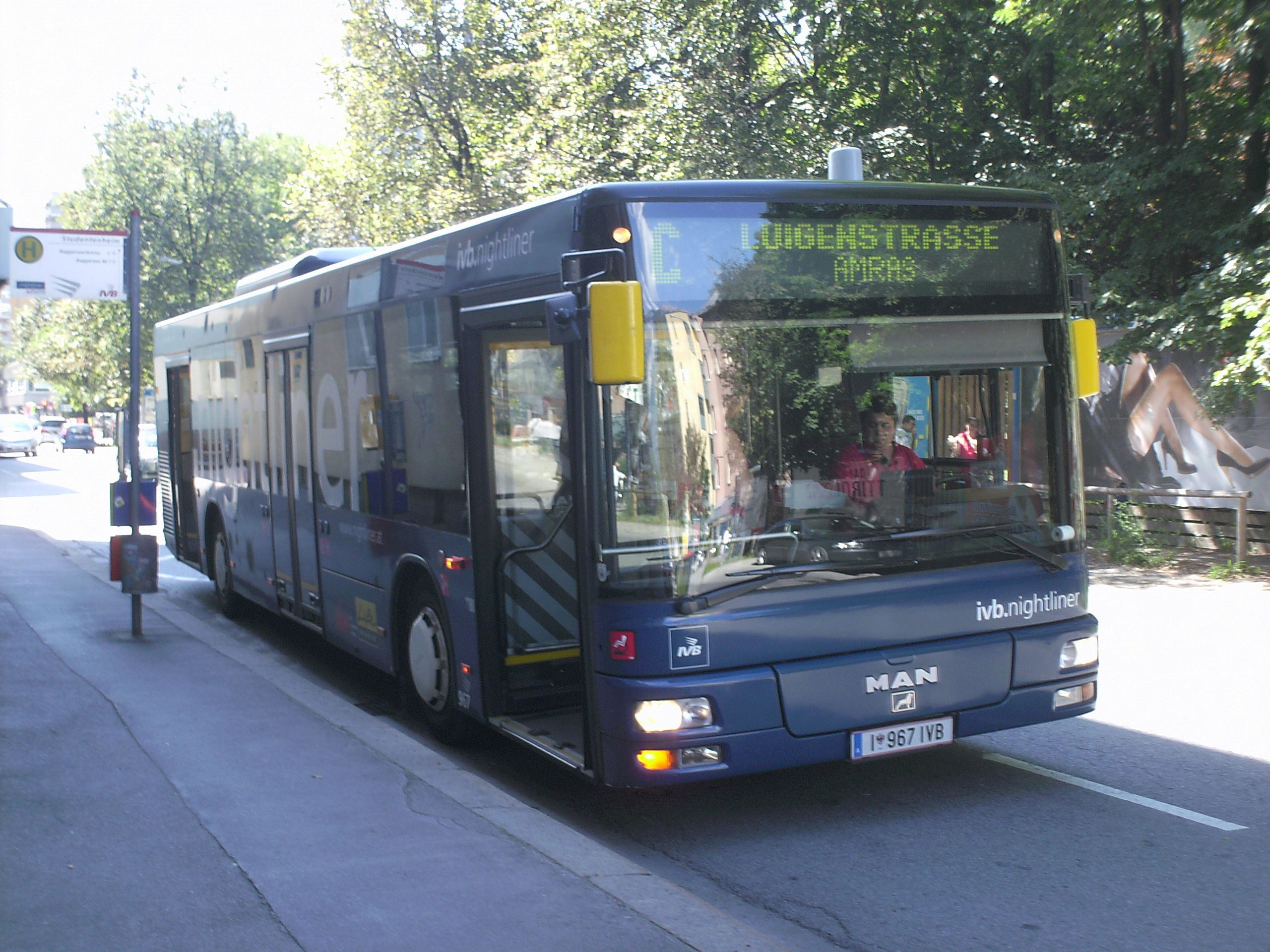
MAN A21 à Innsbruck
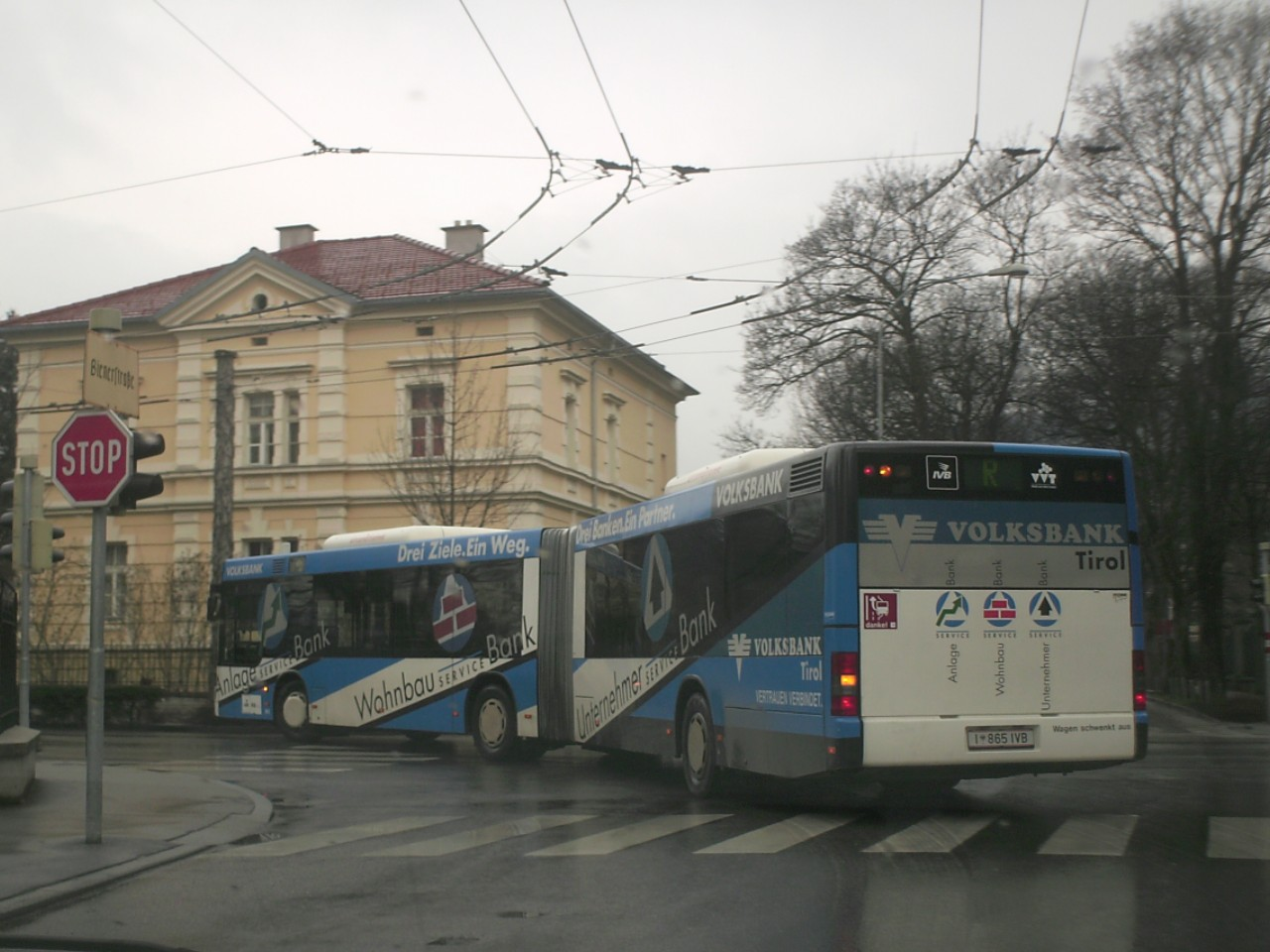
MAN A23 à Innsbruck

Autobus à plancher bas :
- MAN NL 223 / MAN NL 263 / MAN NL 283 / MAN NL 313 / MAN NL 243 CNG

Autobus articulé à plancher bas :
- MAN NG 263 / MAN NG 313 / MAN NG 353 / MAN NG 243 CNG / MAN NG 313 CNG

Autobus interurbain à plancher bas :
- MAN NÜ 263 / MAN NÜ 313 / MAN NÜ 313 CNG

Midibus à plancher bas :
- MAN NM 223

Autobus à plancher bas et à impériale :
- MAN ND 313 / MAN ND 323

##### Autobus à plancher bas de3egénération
Les autobus de la 2e génération sont intégrés dans la gamme Lion's City et renommés. Les autobus MAN sont alors classés dans la gamme Lion's City pour les autobus urbains (et autobus interurbains basés sur la version de ville) et Lion's Classic pour les autobus interurbains. 

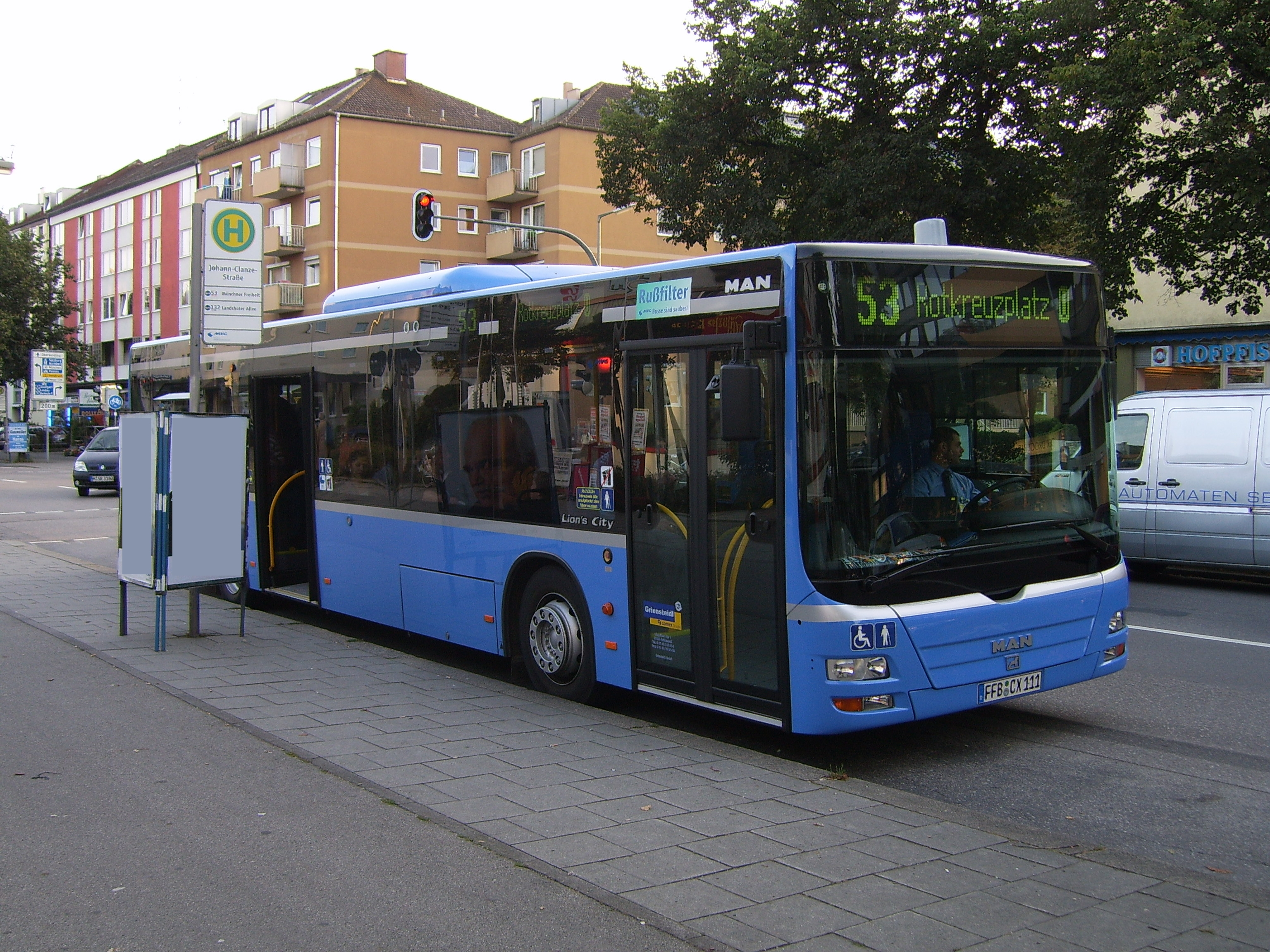
MAN NL 223 (A21) Lion’s City à Munich
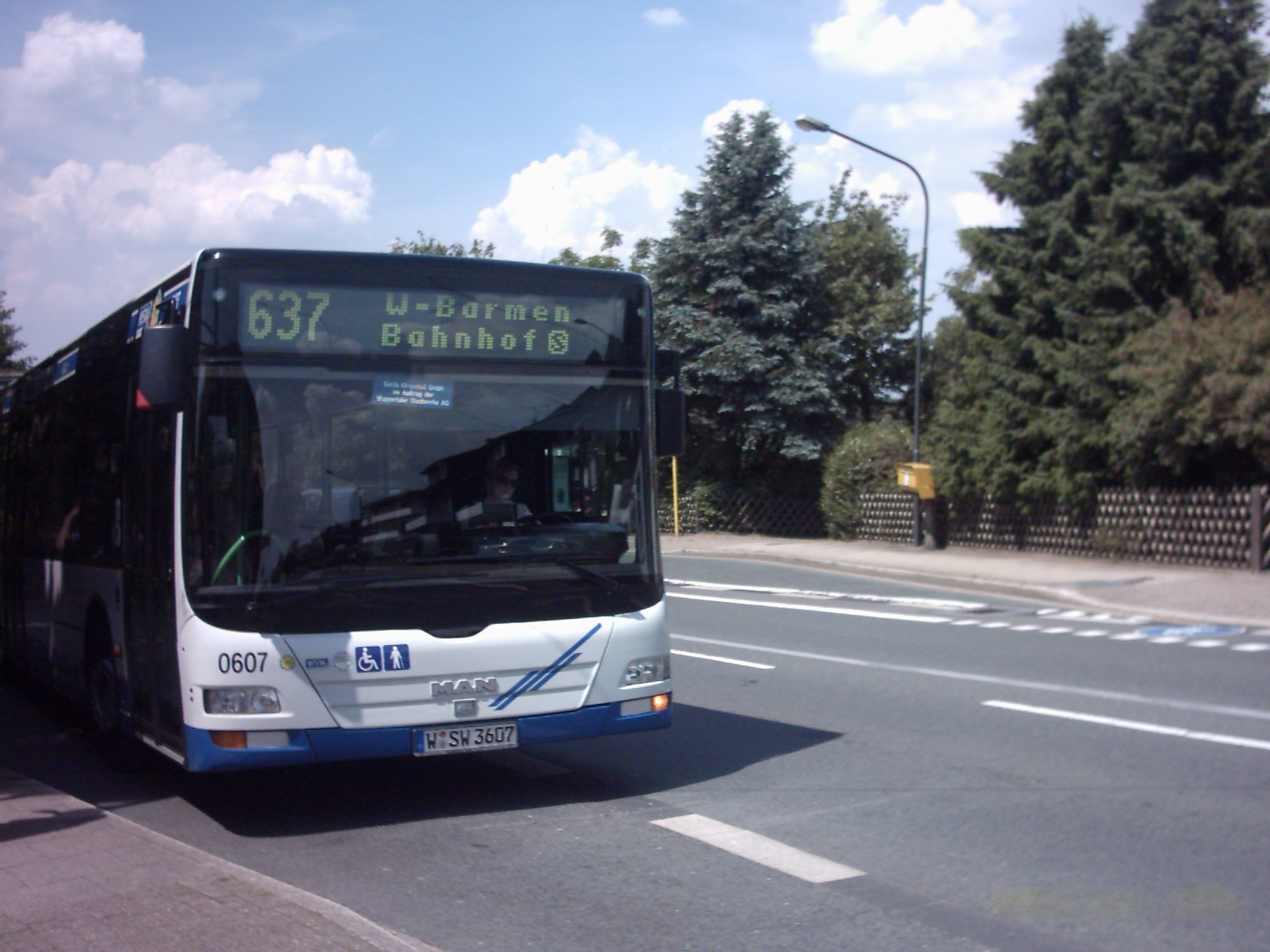
MAN Lion’s City 0607 à Wuppertal
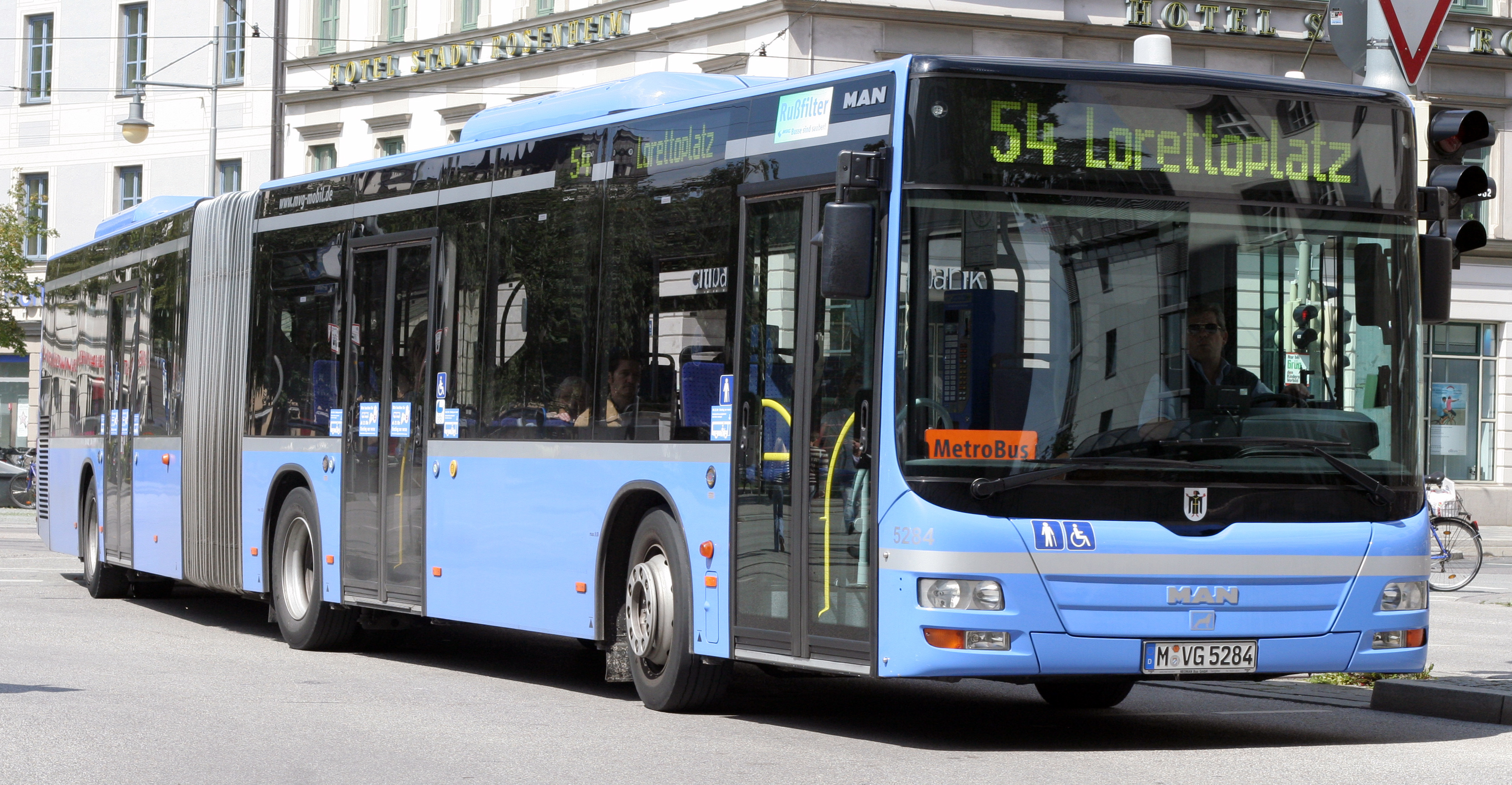
MVG 5284 à Munich

- Lion's City Autobus de ville / interurbain
- Lion's Classic Autobus interurbain
- MAN Lion's City Hybrid (autobus urbain hybride)

#### Autocars
En Europe (MAN Truck & Bus, et Neoplan):
- MAN Lion's Regio
- MAN Lion's Coach
- Neoplan Starliner
- Neoplan Cityliner
- Neoplan Tourliner
- Neoplan Skyliner

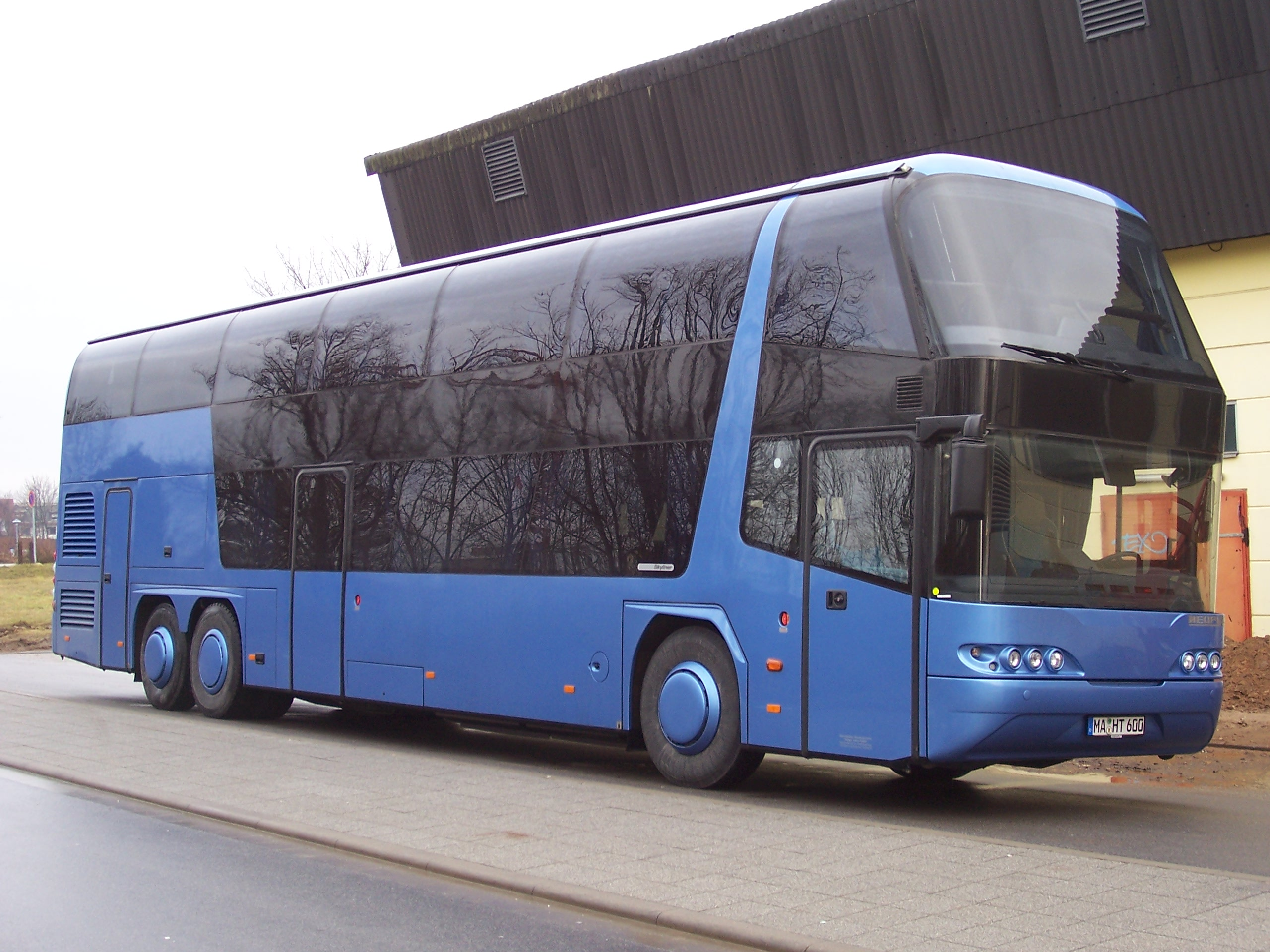
Bus Neoplan Skyliner actuel

En Amérique latine (MAN Latin America):
- Volksbus (châssis)

## Partenaires
- Zhengzhou Yutong Group Co., Ltd., (Chine): Autobus
- Jinhua Youngman Vehicle, (Chine): Camions lourds
- MAN Trucks India, Pithampur (Inde): Camions lourds[18]
- Sinotruck, Jinan (Chine): Camions lourds
- Shaanxi (Camions lourds)[19]
- MAN Latin America, Resende (Brésil): Camions et châssis de bus
- Rheinmetall MAN Military Vehicles (Allemagne): Camions militaires
- MAN Auto-Uzbekistan (Ouzbékistan): Camions lourds[20]
- De Haan's Bus & Coach (Afrique du Sud): Autobus

### Fabrication des pièces détachées
- Pinetown (Afrique du Sud) : Camions et châssis de bus[21]
- Querétaro (Mexique)
- Olifantsfontein (RSA) : Autobus interurbains et autobus de ville[21]
- Sharjah, (Émirats arabes unis) : Assemblage de camions sous la marque Shacman. Cette entreprise fait partie du groupe Shaanxi Automobile.
- Quezon City, (Philippines) : Assemblage de camions et autobus dans l'usine de Novaliches à Quezon City par MAN Automotive Concessionaires Corporation.